# Danh sách tòa nhà cao nhất Việt Nam

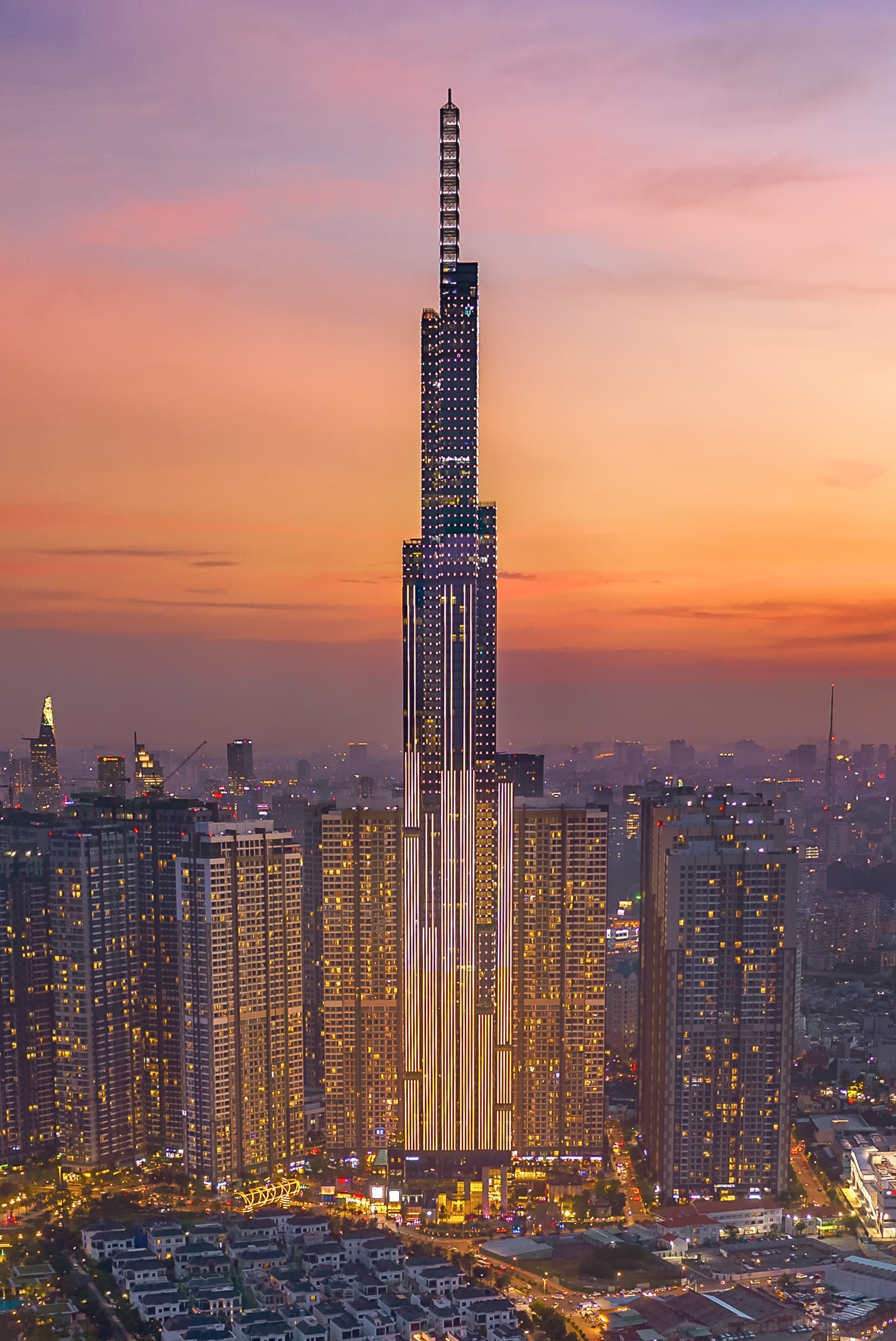
Landmark 81 hiện là tòa nhà cao nhất ở Việt Nam.

Tính đến tháng 11 năm 2024, có 940 tòa nhà (được sử dụng để sinh sống và làm việc, không bao gồm các tháp ăng ten, công trình mục đích tôn giáo,...) tại Việt Nam cao trên 100 m (328 ft) đã hoàn thành hoặc cất nóc. 465 trong số đó ở Hà Nội, 273 ở Thành phố Hồ Chí Minh, 36 ở Nha Trang, 30 ở Đà Nẵng, 21 ở huyện Văn Giang, 20 ở Hạ Long, 17 ở Hải Phòng và 78 tòa nhà tại 23 thành phố khác.
Landmark 81 ở Bình Thạnh, Thành phố Hồ Chí Minh hiện là tòa nhà đã hoàn thành cao nhất ở Việt Nam và là tòa nhà cao thứ 2 khu vực Đông Nam Á. Tòa nhà có chiều cao 461,2 mét với 81 tầng, được khởi công xây dựng vào ngày 13 tháng 12 năm 2014 và đã hoàn thành vào ngày 27 tháng 7 năm 2018.
Từ thế kỷ XI, Việt Nam đã xây dựng được những công trình cao tầng bằng những vật liệu đơn giản như gạch, đá,... như Tháp Báo Thiên xây năm 1057 cao 12 tầng, khoảng 80m; Tháp Chương Sơn hoàn thành năm 1117 cao khoảng 90m. Vào những năm 1960 tại Thành phố Hồ Chí Minh nhiều nhà cao tầng đã xuất hiện, Khách sạn Caravelle khánh thành năm 1959, với 10 tầng là tòa nhà hiện đại và cao nhất thành phố lúc bấy giờ, tiếp sau đó là các công trình tòa nhà thư viện quốc gia 14 tầng (cao 43 m (141 ft)), khách sạn Palace 15 tầng (cao trên 50m) lần lượt được khánh thành trong năm 1971. Đến năm 1978, tại Giảng Võ, Hà Nội đã xây dựng tòa tháp cao tầng đầu tiên là khách sạn Thăng Long có 11 tầng với chiều cao 38 m (125 ft).
Từ những năm 1990, chính sách đổi mới kéo theo sự phát triển kinh tế xã hội đã mang lại cho Việt Nam một bố mặt kiến trúc hoàn toàn mới, hoàng loạt những tòa nhà cao tầng lần lượt ra đời với tòa nhà cao tầng trên 100 m (328 ft) đầu tiên là Saigon Centre cao 106 m (348 ft) hoàn thành vào năm 1996. Ngay sau đó vào năm 1997 Saigon Trade Center được hoàn thành với chiều cao đến ăng ten là 160 m (525 ft), đây là tòa nhà đạt chiều cao trên 150m đầu tiên tại Việt Nam. Từ đó, số lượng tòa nhà cao tầng tại Việt Nam đã tăng lên đáng kể. Hiện tại, năm tòa nhà cao nhất là Landmark 81 cao 461,2 m (1.513 ft), AON Hanoi Landmark Tower cao 336 m (1.102 ft), Lotte Center Hà Nội 267,1 m (876 ft), Bitexco Financial Tower 262,5 m (861 ft) và Marina Central Tower 240 m (787 ft). Tòa nhà chung cư cao nhất là AON Landmark Residential cao 212 m (696 ft), tòa nhà khách sạn cao nhất là Diamond Crown Hai Phong cao 186 m (610 ft).
Hà Nội và Thành phố Hồ Chí Minh là các thành phố có nhiều nhà tòa nhà cao tầng nhất.

## Tỉnh/ Thành phố có nhiều nhà cao tầng nhất
| STT | Thành phố             | Tổng số | ≥100 m | ≥150 m | ≥200 m | ≥250 m | ≥300 m |
| --- | --------------------- | ------- | ------ | ------ | ------ | ------ | ------ |
| 1   | Hà Nội                | 609     | 550    | 49     | 7      | 2      | 1      |
| 2   | Thành phố Hồ Chí Minh | 484     | 443    | 43     | 3      | 2      | 1      |
| 3   | Hưng Yên              | 62      | 54     | 7      | -      | -      | -      |
| 4   | Đà Nẵng               | 42      | 33     | 9      | -      | -      | -      |
| 5   | Hải Phòng             | 73      | 21     | 1      | -      | -      | -      |
| 6   | Quảng Ninh            | 20      | 19     | 1      | -      | -      | -      |
| 7   | Bình Dương            | 5       | 5      | -      | -      | -      | -      |
| 8   | Bình Định             | 4       | 4      | 2      |        |        |        |
| 9   | Cần Thơ               | 2       | 2      | -      | -      | -      | -      |
| 10  | Thành Phố Huế         | 2       | 1      | 1      | -      | -      | -      |

## Tòa nhà cao nhất
Đây là danh sách xếp hạng những tòa nhà cao nhất Việt Nam đã hoàn thành hoặc đã cất nóc có chiều cao từ 150 m (492 ft) trở lên.

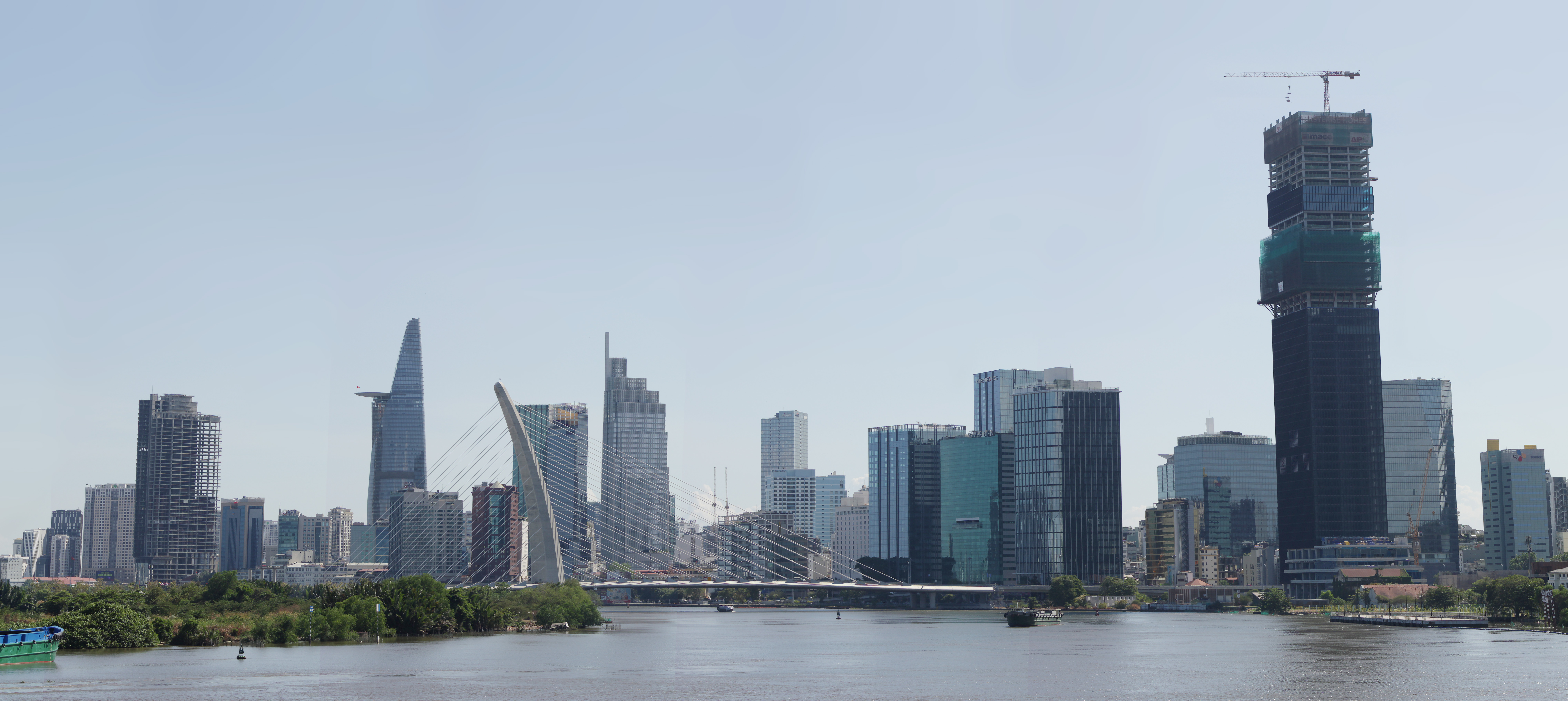
Đường chân trời Quận 1, Thành phố Hồ Chí Minh
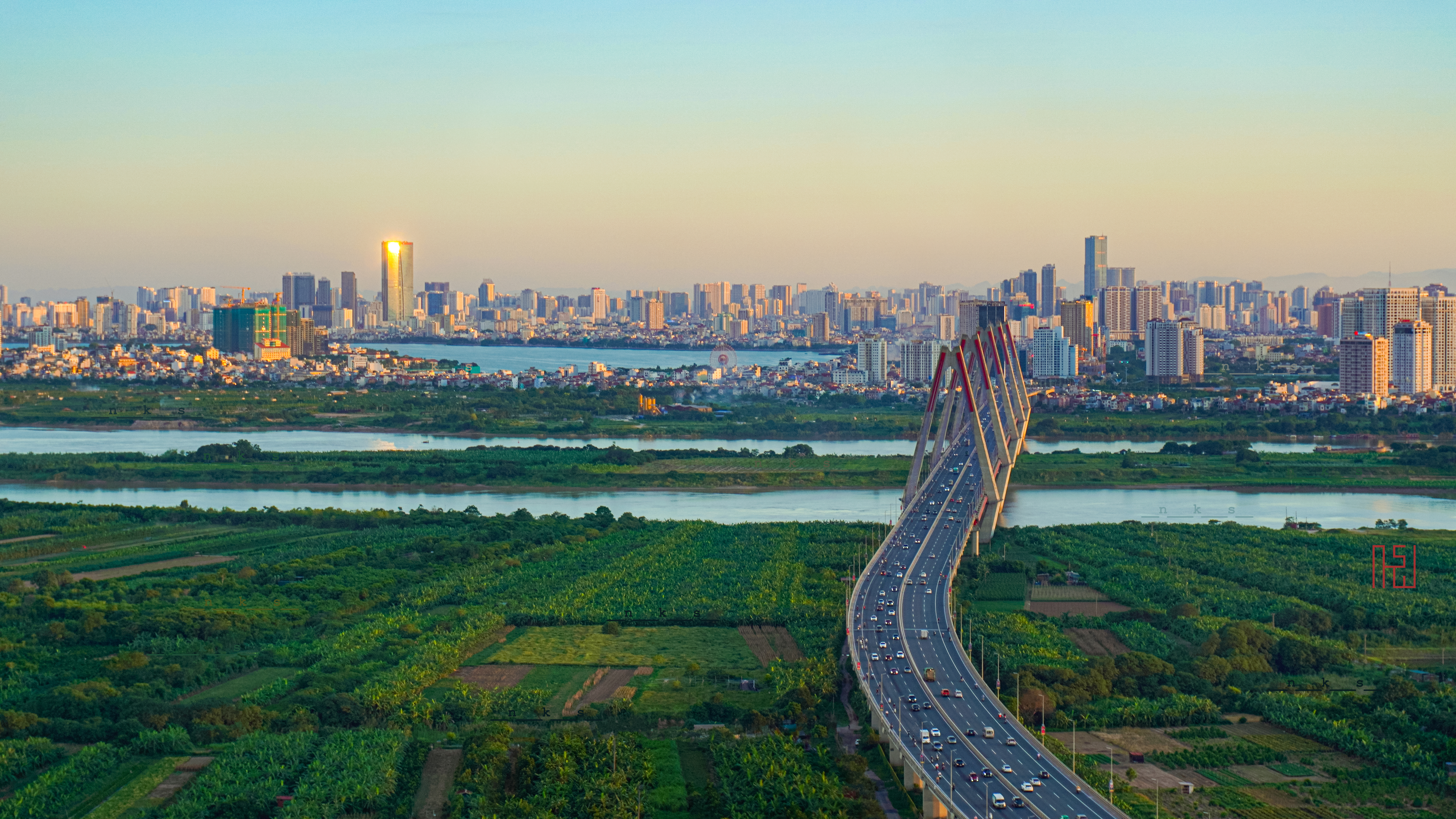
Đường chân trời thành phố Hà Nội nhìn từ phía bắc
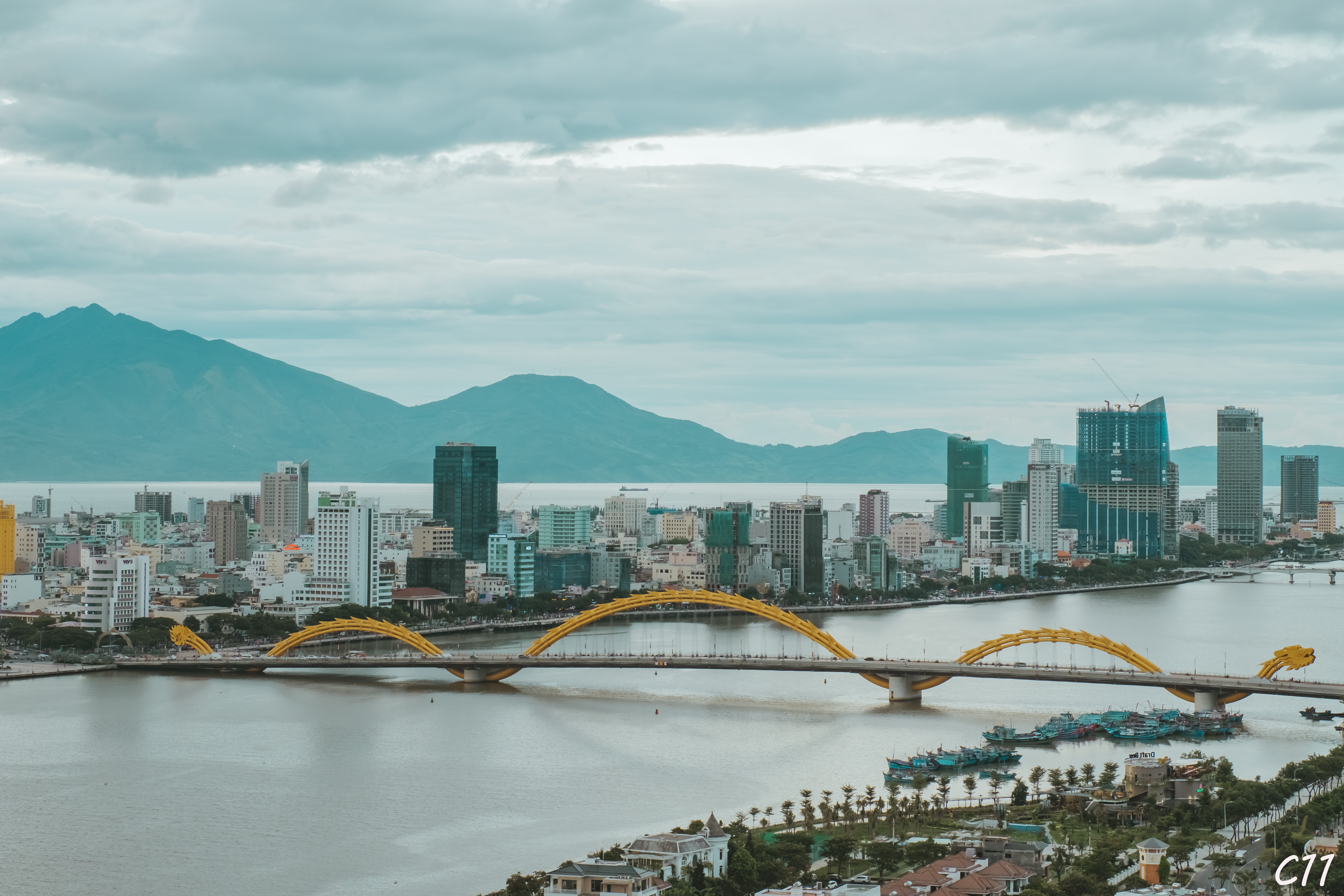
Thành phố Đà Nẵng
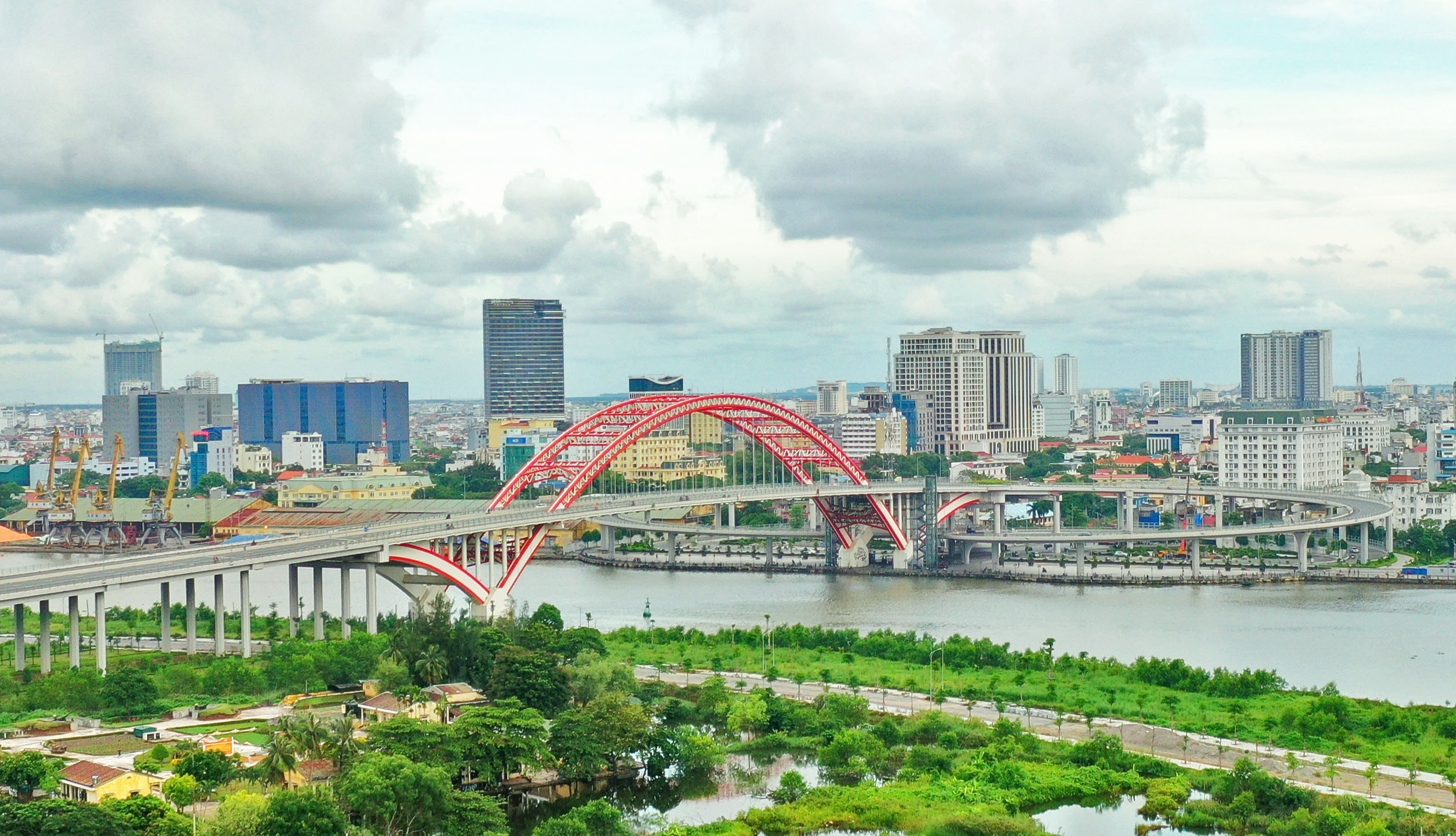
Thành phố Hải Phòng
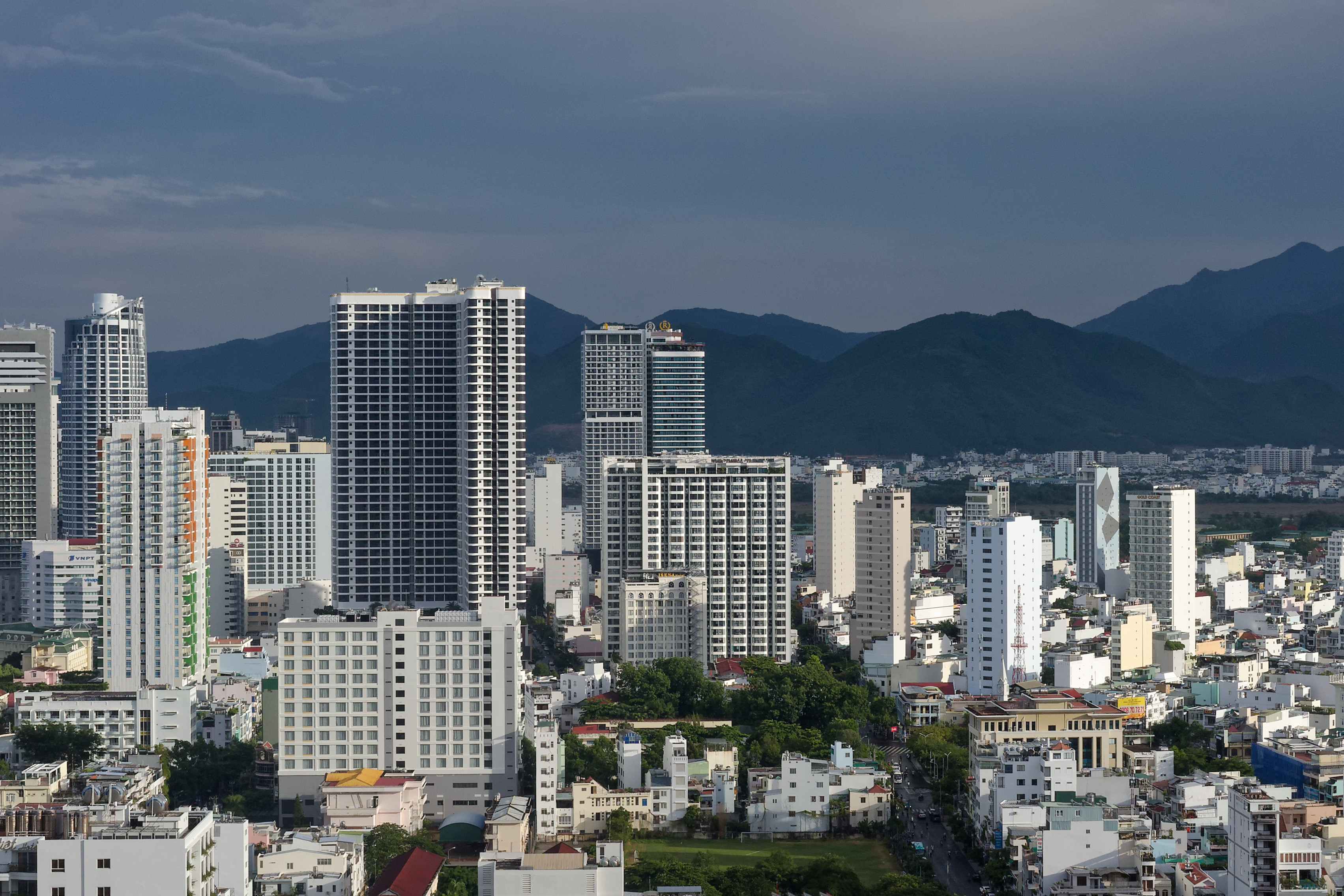
Thành phố Nha Trang, tỉnh Khánh Hòa
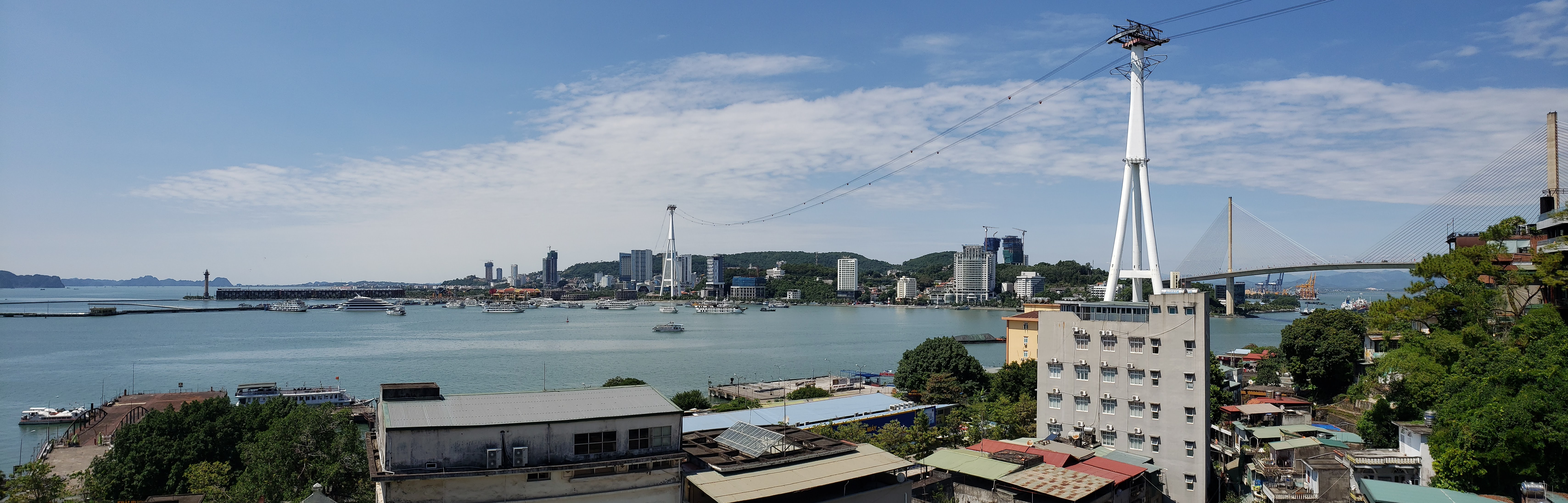
Thành phố Hạ Long, tỉnh Quảng Ninh
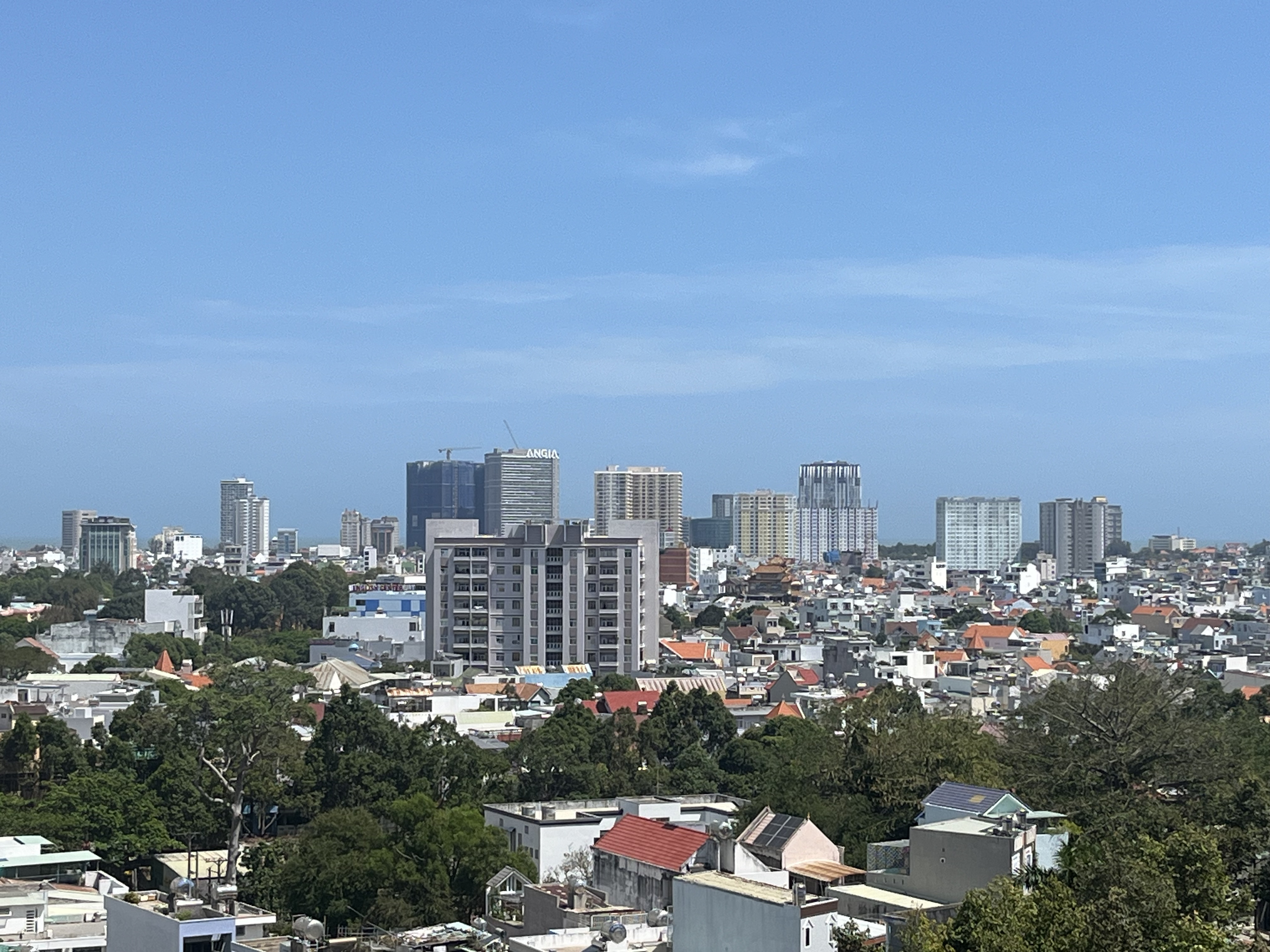
Thành phố Vũng Tàu, tỉnh Bà Rịa - Vũng Tàu
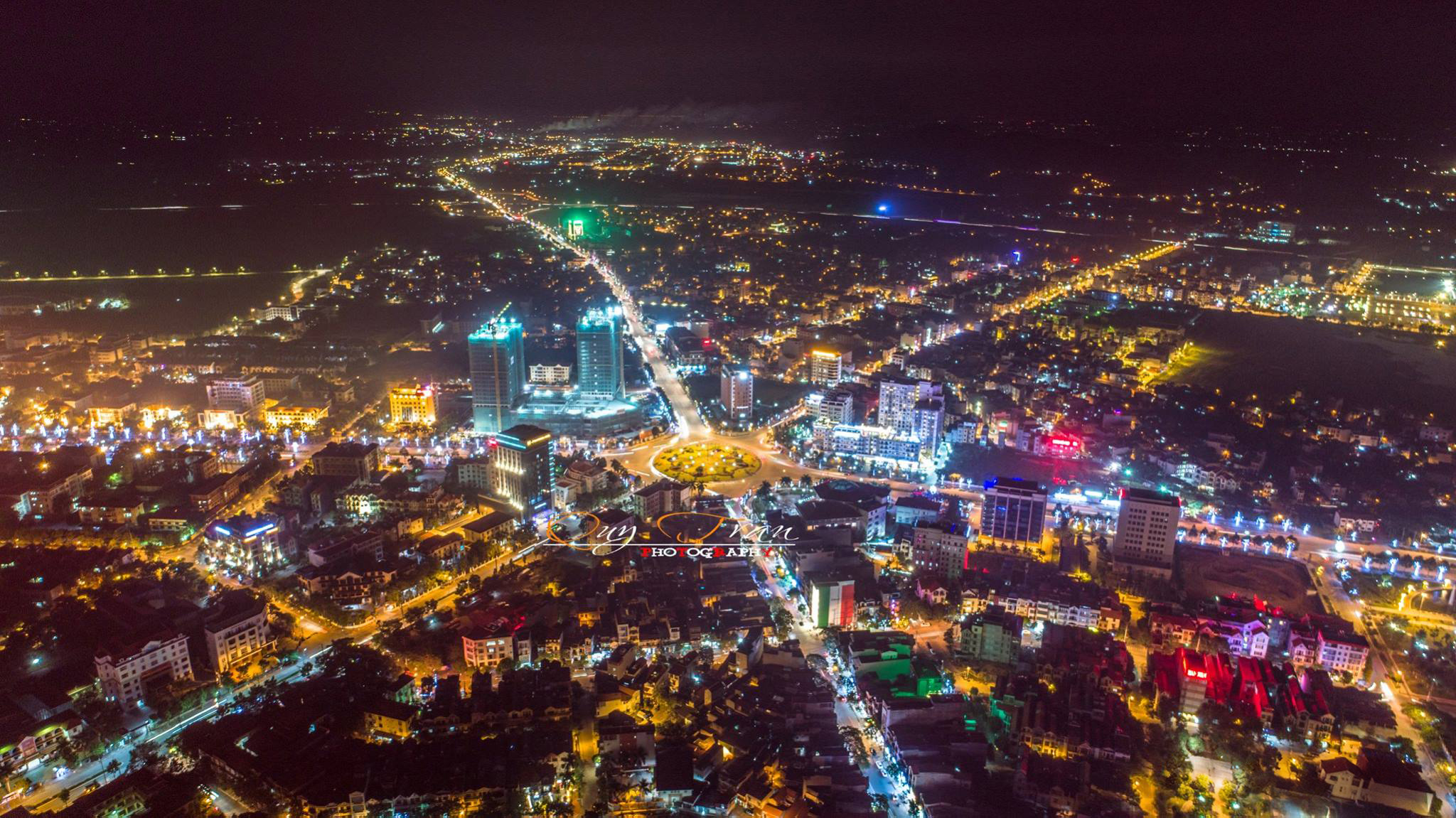
Thành phố Bắc Ninh, tỉnh Bắc Ninh
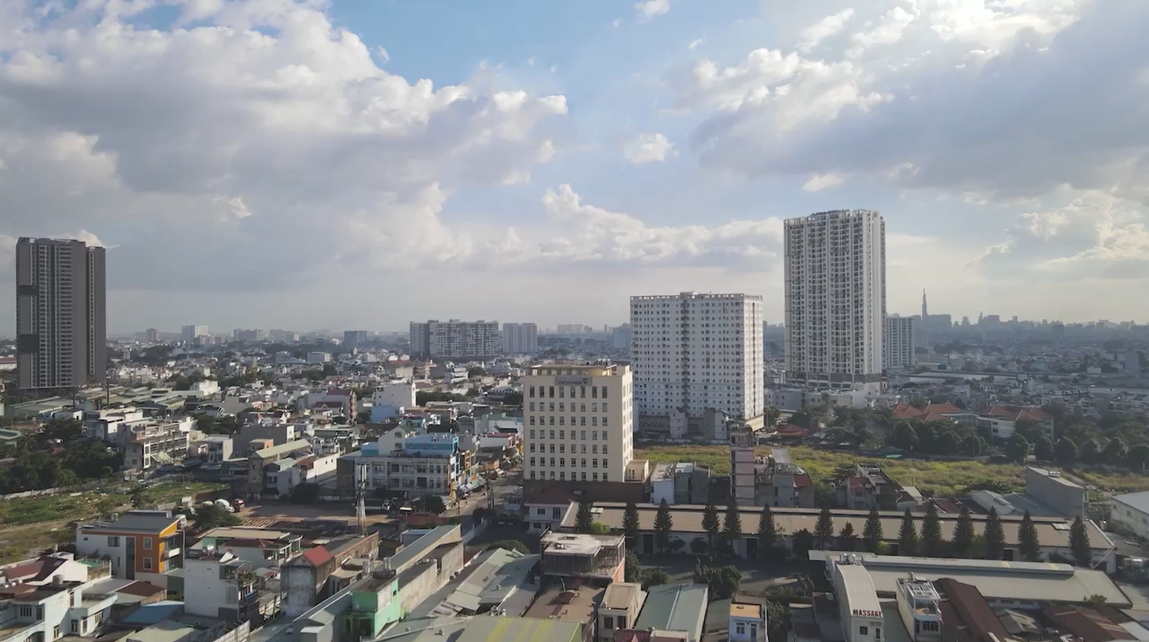
Thành phố Dĩ An, tỉnh Bình Dương
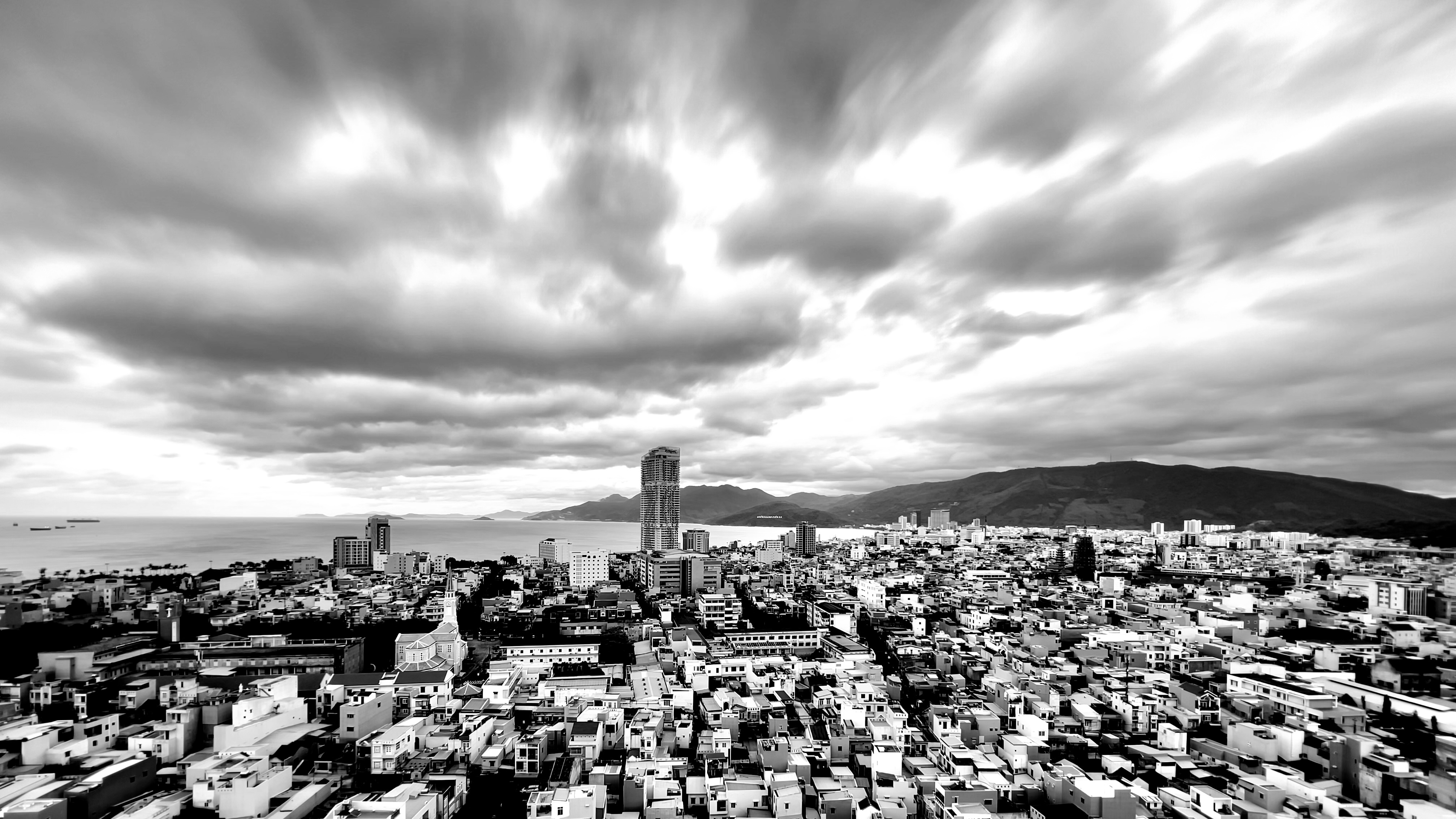
Thành phố Quy Nhơn, tỉnh Bình Định

| Tòa nhà                                | Hình ảnh                                                                  | Công năng         | Vị trí                | Chiều cao m (ft)   | Số tầng | Năm              | Chiều cao đỉnh   | Chiều cao tầng đỉnh | Tham khảo     |
| -------------------------------------- | ------------------------------------------------------------------------- | ----------------- | --------------------- | ------------------ | ------- | ---------------- | ---------------- | ------------------- | ------------- |
| Landmark 81                            |                                                                           | Hỗn hợp           | Thành phố Hồ Chí Minh | 461,2 m (1.513 ft) | 81      | 2018             | 470 m (1.542 ft) | 396,2 m (1.300 ft)  | [ 1 ]         |
| Landmark 72                            |                                                                           | Hỗn hợp           | Hà Nội                | 336 m (1.102 ft)   | 72      | 2011             | 350 m (1.148 ft) | 328,6 m (1.078 ft)  | [ 2 ]         |
| Lotte Center Hà Nội                    |                                                                           | Hỗn hợp           | Hà Nội                | 267,1 m (876 ft)   | 65      | 2014             | 272 m (892 ft)   | 267,1 m (876 ft)    | [ 3 ]         |
| Bitexco Financial Tower                |                                                                           | Văn phòng         | Thành phố Hồ Chí Minh | 262,5 m (861 ft)   | 68      | 2010             | 269 m (883 ft)   | 258,5 m (848 ft)    | [ 4 ]         |
| Marina Central Tower                   |                                                                           | Văn phòng         | Thành phố Hồ Chí Minh | 240 m (787 ft)     | 55      | 2025             | 240 m (787 ft)   | —                   | Cất nóc       |
| AON Landmark Residential Tower A       | Tòa nhà Keangnam, Cầu Giấy, Hà Nội 001.jpg                                | Căn hộ            | Hà Nội                | 212 m (696 ft)     | 49      | 2011             | 212 m (696 ft)   | —                   | [ 6 ]         |
| AON Landmark Residential Tower B       | Tòa nhà Keangnam, Cầu Giấy, Hà Nội 001.jpg                                | Căn hộ            | Hà Nội                | 212 m (696 ft)     | 49      | 2011             | 212 m (696 ft)   | —                   | [ 6 ]         |
| Vietcombank Tower                      |                                                                           | Văn Phòng         | Thành phố Hồ Chí Minh | 205 m (673 ft)     | 35      | 2015             | 205 m (673 ft)   | 186 m (610 ft)      | [ 7 ]         |
| IFC One Saigon                         |                                                                           | Hỗn hợp           | Thành phố Hồ Chí Minh | 195,3 m (641 ft)   | 42      | 2023             | 195,3 m (641 ft) | 185 m (607 ft)      | Trì hoãn      |
| Discovery Complex B                    | Line 3 of Hanoi Metro passing over Xuan Thuy road, viewed from above.jpg  | Căn hộ            | Hà Nội                | 195 m (640 ft)     | 54      | 2018             | 195 m (640 ft)   | —                   | [ 9 ]         |
| Saigon Centre 2                        |                                                                           | Hỗn hợp           | Thành phố Hồ Chí Minh | 191,8 m (629 ft)   | 42      | 2017             | 191,8 m (629 ft) | 181,6 m (596 ft)    | [ 10 ]        |
| HPC Landmark 105                       |                                                                           | Căn hộ            | Hà Nội                | 190 m (623 ft)     | 50      | 2018             | 190 m (623 ft)   | —                   |               |
| Times Square CT1                       | My Khe Beach Danang Highrises.jpg                                         | Căn hộ            | Đà Nẵng               | 190 m (623 ft)     | 50      | 2019             | 190 m (623 ft)   | 180,2 m (591 ft)    | Trì hoãn      |
| Times Square CT2                       | My Khe Beach Danang Highrises.jpg                                         | Căn hộ            | Đà Nẵng               | 190 m (623 ft)     | 50      | 2019             | 190 m (623 ft)   | 180,2 m (591 ft)    | Trì hoãn      |
| BID Residence                          |                                                                           | Căn hộ            | Hà Nội                | 190 m (623 ft)     | 50      | 2023             | 190 m (623 ft)   | —                   | Trì hoãn      |
| SunBay Park Nuvensa                    |                                                                           | Căn hộ            | Phan Rang – Tháp Chàm | 188,9 m (620 ft)   | 48      | 2023             | 188,9 m (620 ft) | 185,6 m (609 ft)    | Trì hoãn      |
| Grand Marina Cove                      |                                                                           | Căn hộ            | Thành phố Hồ Chí Minh | 188 m (617 ft)     | 47      | 2025             | 188 m (617 ft)   | —                   | Cất nóc       |
| Grand Marina Sea                       |                                                                           | Căn hộ            | Thành phố Hồ Chí Minh | 188 m (617 ft)     | 47      | 2025             | 188 m (617 ft)   | —                   |               |
| Grand Marina Lagoon                    |                                                                           | Căn hộ            | Thành phố Hồ Chí Minh | 188 m (617 ft)     | 45      | 2025             | 188 m (617 ft)   | —                   | Cất nóc       |
| TechnoPark Tower                       |                                                                           | Văn phòng         | Hà Nội                | 186,2 m (611 ft)   | 45      | 2021             | 186,2 m (611 ft) | —                   | [ 12 ]        |
| Diamond Crown Tower                    | Skyline-duong-Le-Hong-Phong-Hai-Phong-2024.jpg                            | Khách sạn         | Hải Phòng             | 186 m (610 ft)     | 45      | 2025             | 186 m (610 ft)   | 165 m (541 ft)      | Cất nóc       |
| Landmark 2                             | PANO0001-Pano11099tam.jpg                                                 | Căn hộ            | Thành phố Hồ Chí Minh | 184,5 m (605 ft)   | 52      | 2017             | 184,5 m (605 ft) | —                   | [ 14 ]        |
| Aqua 1                                 | Landmark81 (49720266378).png                                              | Căn hộ            | Thành phố Hồ Chí Minh | 184,5 m (605 ft)   | 50      | 2018             | 184,5 m (605 ft) | —                   | [ 15 ]        |
| Aqua 2                                 | Landmark81 (49720266378).png                                              | Căn hộ            | Thành phố Hồ Chí Minh | 184,5 m (605 ft)   | 50      | 2018             | 184,5 m (605 ft) | —                   | [ 15 ]        |
| Luxury 6                               | Landmark81 (49720266378).png                                              | Căn hộ            | Thành phố Hồ Chí Minh | 184,5 m (605 ft)   | 50      | 2018             | 184,5 m (605 ft) | —                   | [ 15 ]        |
| Park 6                                 |                                                                           | Căn hộ            | Thành phố Hồ Chí Minh | 184 m (604 ft)     | 51      | 2017             | 184 m (604 ft)   | —                   |               |
| Grand Marina Lake                      | Saigon River (52680869576).jpg                                            | Căn hộ            | Thành phố Hồ Chí Minh | 182 m (597 ft)     | 47      | 2023             | 182 m (597 ft)   | 170 m (558 ft)      | [ 16 ]        |
| Elite Tower                            |                                                                           | Căn hộ            | Hà Nội                | 180 m (591 ft)     | 51      | 2017             | 180 m (591 ft)   | —                   | Trì hoãn      |
| Landmark 3                             | DJI 0212-HDR-Pano.jpg                                                     | Căn hộ            | Thành phố Hồ Chí Minh | 180 m (591 ft)     | 50      | 2017             | 180 m (591 ft)   | —                   |               |
| Landmark 4                             | PANO0001-Pano11099tam.jpg                                                 | Căn hộ            | Thành phố Hồ Chí Minh | 180 m (591 ft)     | 50      | 2017             | 180 m (591 ft)   | —                   |               |
| Landmark Plus                          |                                                                           | Căn hộ            | Thành phố Hồ Chí Minh | 180 m (591 ft)     | 50      | 2018             | 180 m (591 ft)   | —                   |               |
| Capital Place T1                       | Hanoi - Ho Chi Minh Mausoleum.jpg                                         | Văn phòng         | Hà Nội                | 180 m (591 ft)     | 37      | 2020             | 180 m (591 ft)   | 171,2 m (562 ft)    | [ 17 ]        |
| Hatay Millennium A                     | Van Quan station - Metro Hanoi - Panorama 2.jpg                           | Căn hộ, Văn Phòng | Hà Nội                | 179 m (587 ft)     | 43      | 2020             | 179 m (587 ft)   | 174 m (571 ft)      |               |
| Landmark 5                             | PANO0001-Pano11099tam.jpg                                                 | Căn hộ            | Thành phố Hồ Chí Minh | 178 m (584 ft)     | 48      | 2017             | 178 m (584 ft)   | —                   |               |
| Discovery Complex A                    | Discovery Cầu Giấy.jpg                                                    | Văn phòng         | Hà Nội                | 177,5 m (582 ft)   | 43      | 2018             | 177,5 m (582 ft) | —                   | [ 9 ]         |
| The West A                             | Line 3 of Hanoi Metro passing over Xuan Thuy road, viewed from above.jpg  | Căn hộ            | Hà Nội                | 177 m (581 ft)     | 50      | 2019             | 177 m (581 ft)   | —                   |               |
| Diamond Flower Tower                   | Đường Hoàng Đạo Thúy, Hà Nội 003.JPG                                      | Văn phòng         | Hà Nội                | 176 m (577 ft)     | 37      | 2015             | 199 m (653 ft)   | 176 m (577 ft)      |               |
| Park 5                                 | DJI 0130-HDRabc.jpg                                                       | Căn hộ            | Thành phố Hồ Chí Minh | 175,5 m (576 ft)   | 50      | 2017             | 175,5 m (576 ft) | —                   |               |
| Landmark 1                             |                                                                           | Căn hộ            | Thành phố Hồ Chí Minh | 175,5 m (576 ft)   | 50      | 2017             | 175,5 m (576 ft) | —                   | [ 18 ]        |
| Mường Thanh Luxury Đà Nẵng             |                                                                           | Khách sạn         | Đà Nẵng               | 175 m (574 ft)     | 42      | 2017             | 175 m (574 ft)   | —                   |               |
| Park 7                                 |                                                                           | Căn hộ            | Thành phố Hồ Chí Minh | 175 m (574 ft)     | 47      | 2017             | 175 m (574 ft)   | —                   | [ 19 ]        |
| Golden Park Tower                      | Panorama view of Line 3, Hanoi Metro, passing over Xuan Thuy road.jpg     | Căn hộ            | Hà Nội                | 173,2 m (568 ft)   | 45      | 2021             | 173,2 m (568 ft) | —                   | [ 20 ]        |
| N01-T6 Han Jardin                      | Phố Hoàng Minh Thảo, Hà Nội 001.jpg                                       | Căn hộ            | Hà Nội                | 173,2 m (568 ft)   | 45      | 2024             | 173,2 m (568 ft) | —                   | Cất nóc       |
| N01-T7 Han Jardin                      | Phố Hoàng Minh Thảo, Hà Nội 001.jpg                                       | Căn hộ            | Hà Nội                | 173,2 m (568 ft)   | 45      | 2024             | 173,2 m (568 ft) | —                   | Cất nóc       |
| Ethereal Wyndham Soleil                |                                                                           | Căn hộ            | Đà Nẵng               | 172,8 m (567 ft)   | 50      | 2019             | 172,8 m (567 ft) | —                   | [ 21 ]        |
| Chung cư Mường Thanh Sơn Trà           |                                                                           | Căn hộ            | Đà Nẵng               | 171 m (561 ft)     | 42      | 2017             | 171 m (561 ft)   | —                   |               |
| Hilton Saigon Hotel                    |                                                                           | Khách sạn         | Thành phố Hồ Chí Minh | 171 m (561 ft)     | 34      | 2021             | 171 m (561 ft)   | 154 m (505 ft)      | [ 22 ]        |
| Golden House                           | Landmark81 (49712386093).png                                              | Căn hộ            | Thành phố Hồ Chí Minh | 170 m (558 ft)     | 50      | 2020             | 170 m (558 ft)   | —                   | [ 23 ]        |
| Hatay Millennium B                     | Van Quan station - Metro Hanoi - Panorama 2.jpg                           | Căn hộ, Văn Phòng | Hà Nội                | 170 m (558 ft)     | 40      | 2020             | 170 m (558 ft)   | —                   |               |
| Pullman Quy Nhơn                       | Quy Nhon city from above.jpg                                              | Khách sạn         | Quy Nhơn              | 168,8 m (554 ft)   | 42      | 2020             | 168,8 m (554 ft) | —                   | [ 24 ]        |
| Central 3                              | Nguyen Huu Canh Street, HCMC.jpg                                          | Căn hộ            | Thành phố Hồ Chí Minh | 168,5 m (553 ft)   | 47      | 2016             | 168,5 m (553 ft) | —                   |               |
| Central 2                              | DJI 0853-HDR-Pano.jpg                                                     | Căn hộ            | Thành phố Hồ Chí Minh | 168 m (551 ft)     | 47      | 2016             | 168 m (551 ft)   | —                   |               |
| Tháp Doanh Nhân                        | Van Quan station - Metro Hanoi - Panorama 2.jpg                           | Căn hộ            | Hà Nội                | 168 m (551 ft)     | 52      | 2018             | 168 m (551 ft)   | —                   | [ 25 ]        |
| Vinacomin Tower                        |                                                                           | Văn phòng         | Hà Nội                | 167 m (548 ft)     | 35      | 2023             | 167 m (548 ft)   | 155 m (509 ft)      |               |
| Trung tâm hành chính thành phố Đà Nẵng |                                                                           | Hành chính        | Đà Nẵng               | 166,8 m (547 ft)   | 34      | 2014             | 166,8 m (547 ft) | —                   | [ 26 ]        |
| Mường Thanh Luxury Nha Trang           | Nha Trang, Vietnam - 53119836077.jpg                                      | Khách sạn         | Nha Trang             | 166,1 m (545 ft)   | 47      | 2014             | 166,1 m (545 ft) | —                   | [ 27 ]        |
| The Matrix One A                       |                                                                           | Căn hộ            | Hà Nội                | 166 m (545 ft)     | 44      | 2021             | 166 m (545 ft)   | —                   | [ 28 ]        |
| The Matrix One B                       |                                                                           | Căn hộ            | Hà Nội                | 166 m (545 ft)     | 44      | 2021             | 166 m (545 ft)   | —                   | [ 28 ]        |
| Sky Forest                             |                                                                           | Căn hộ            | Văn Giang             | 166 m (545 ft)     | 41      | 2024             | 166 m (545 ft)   | —                   | Cất nóc       |
| Icon40 Hạ Long                         |                                                                           | Căn hộ            | Hạ Long               | 165,5 m (543 ft)   | 40      | 2025             | 165,5 m (543 ft) | —                   | Cất nóc       |
| The Sailing Quy Nhơn                   |                                                                           | Căn hộ            | Quy Nhơn              | 165,1 m (542 ft)   | 41      | 2025             | 165,1 m (542 ft) | —                   | Cất nóc       |
| C5 D'capitale                          | Đại lộ Thăng Long - NKS.jpg                                               | Căn hộ            | Hà Nội                | 165 m (541 ft)     | 44      | 2019             | 165 m (541 ft)   | —                   |               |
| Lumière Riverside West                 |                                                                           | Căn hộ            | Thành phố Hồ Chí Minh | 165 m (541 ft)     | 44      | 2023             | 165 m (541 ft)   | —                   | [ 31 ]        |
| White House                            | Landmark81 (49712386093).png                                              | Căn hộ            | Thành phố Hồ Chí Minh | 164,7 m (540 ft)   | 50      | 2020             | 164,7 m (540 ft) | —                   | [ 32 ]        |
| QMS Top Tower                          |                                                                           | Căn hộ            | Hà Nội                | 164,3 m (539 ft)   | 45      | 2020             | 164,3 m (539 ft) | —                   | Trì hoãn      |
| Saigon Times Square                    |                                                                           | Hỗn hợp           | Thành phố Hồ Chí Minh | 163,5 m (536 ft)   | 40      | 2012             | 163,5 m (536 ft) | —                   | [ 33 ]        |
| The Terra An Hưng V1                   |                                                                           | Căn hộ            | Hà Nội                | 162,7 m (534 ft)   | 45      | 2021             | 162,7 m (534 ft) | —                   |               |
| The Terra An Hưng V2                   |                                                                           | Căn hộ            | Hà Nội                | 162,7 m (534 ft)   | 45      | 2021             | 162,7 m (534 ft) | —                   |               |
| The Terra An Hưng V3                   |                                                                           | Căn hộ            | Hà Nội                | 162,7 m (534 ft)   | 45      | 2021             | 162,7 m (534 ft) | —                   |               |
| Mipec Riverside Tower A                |                                                                           | Căn hộ            | Hà Nội                | 162,4 m (533 ft)   | 35      | 2016             | 162,4 m (533 ft) | —                   |               |
| Mipec Riverside Tower B                |                                                                           | Căn hộ            | Hà Nội                | 162,4 m (533 ft)   | 35      | 2016             | 162,4 m (533 ft) | —                   |               |
| Park 4                                 | DJI 0130-HDRabc.jpg                                                       | Căn hộ            | Thành phố Hồ Chí Minh | 162 m (531 ft)     | 43      | 2018             | 162 m (531 ft)   | —                   | [ 34 ]        |
| Capital Place T2                       | Lotte Tower Hanoi - NKS.jpg                                               | Khách sạn         | Hà Nội                | 162 m (531 ft)     | 37      | 2020             | 162 m (531 ft)   | 153,2 m (503 ft)    | [ 17 ]        |
| Meliá Vinpearl Danang Riverfront       |                                                                           | Văn phòng         | Đà Nẵng               | 162 m (531 ft)     | 36      | 2018             | 162 m (531 ft)   | —                   |               |
| Landmark 6                             | PANO0001-Pano11099tam.jpg                                                 | Căn hộ            | Thành phố Hồ Chí Minh | 161 m (528 ft)     | 45      | 2017             | 161 m (528 ft)   | —                   |               |
| HP Landmark Tower                      |                                                                           | Căn hộ            | Hà Nội                | 160 m (525 ft)     | 45      | 2015             | 160 m (525 ft)   | —                   |               |
| Meliá Vinpearl Huế                     |                                                                           | Khách sạn         | Huế                   | 160 m (525 ft)     | 39      | 2018             | 160 m (525 ft)   | 155 m (509 ft)      | [ 35 ]        |
| The Zei                                | National University station of Line 3, Hanoi Metro, viewed from above.jpg | Căn hộ            | Hà Nội                | 160 m (525 ft)     | 42      | 2021             | 160 m (525 ft)   | —                   |               |
| Lancaster Legacy A                     |                                                                           | Căn hộ            | Thành phố Hồ Chí Minh | 160 m (525 ft)     | 38      | 2025             | 160 m (525 ft)   | —                   | Cất nóc       |
| Lancaster Legacy B                     |                                                                           | Căn hộ            | Thành phố Hồ Chí Minh | 160 m (525 ft)     | 38      | 2025             | 160 m (525 ft)   | —                   | Cất nóc       |
| Lancaster Legacy C                     |                                                                           | Căn hộ            | Thành phố Hồ Chí Minh | 160 m (525 ft)     | 38      | 2025             | 160 m (525 ft)   | —                   | Cất nóc       |
| BRG Diamond Residence                  | Đường sắt Cát Linh - Hà Đông - NKS.jpg                                    | Căn hộ            | Hà Nội                | 158,7 m (521 ft)   | 35      | 2022             | 158,7 m (521 ft) | —                   | [ 37 ]        |
| Crystal Holidays                       |                                                                           | Căn hộ            | Phan Rang – Tháp Chàm | 158,3 m (519 ft)   | 40      | 2023             | 158,7 m (521 ft) | 155 m (509 ft)      | Trì hoãn      |
| CT12A Golden Silk                      |                                                                           | Căn hộ            | Hà Nội                | 158 m (518 ft)     | 45      | 2014             | 158 m (518 ft)   | —                   |               |
| CT12B Golden Silk                      | Căn hộ                                                                    | Hà Nội            | 158 m (518 ft)        | 45                 | 2014    | 158 m (518 ft)   | —                |                     |               |
| CT12C Golden Silk                      | Căn hộ                                                                    | Hà Nội            | 158 m (518 ft)        | 45                 | 2014    | 158 m (518 ft)   | —                |                     |               |
| C2 D'capitale                          | Đại lộ Thăng Long - NKS.jpg                                               | Căn hộ            | Hà Nội                | 158 m (518 ft)     | 45      | 2019             | 158 m (518 ft)   | —                   |               |
| VC2 Golden Heart                       | LinhDamFromAbove.jpg                                                      | Căn hộ            | Hà Nội                | 158 m (518 ft)     | 45      | 2019             | 158 m (518 ft)   | —                   | [ 38 ]        |
| C6 D'capitale                          | Đại lộ Thăng Long - NKS.jpg                                               | Căn hộ            | Hà Nội                | 158 m (518 ft)     | 42      | 2019             | 158 m (518 ft)   | —                   |               |
| C7 D'capitale                          | Đại lộ Thăng Long - NKS.jpg                                               | Căn hộ            | Hà Nội                | 158 m (518 ft)     | 42      | 2019             | 158 m (518 ft)   | —                   |               |
| À la Carte Hạ Long Bay                 | Ha long bay cruise ハロン湾クルーズ - 53164482858.jpg                     | Khách sạn         | Hạ Long               | 158 m (518 ft)     | 41      | 2022             | 158 m (518 ft)   | —                   | [ 39 ]        |
| Aqua 3                                 | Landmark81 (49720266378).png                                              | Căn hộ            | Thành phố Hồ Chí Minh | 157,3 m (516 ft)   | 42      | 2018             | 157,3 m (516 ft) | —                   | [ 15 ]        |
| Gold Coast North Tower                 |                                                                           | Căn hộ            | Nha Trang             | 157,3 m (516 ft)   | 40      | 2019             | 157,3 m (516 ft) | —                   | [ 40 ]        |
| Gold Coast South Tower                 | Căn hộ                                                                    | Nha Trang         | 157,3 m (516 ft)      | 40                 | 2019    | 157,3 m (516 ft) | —                | [ 40 ]              |               |
| Panorama Nha Trang                     |                                                                           | Căn hộ, khách sạn | Nha Trang             | 156,6 m (514 ft)   | 39      | 2019             | 156,6 m (514 ft) | 152,1 m (499 ft)    | [ 41 ] [ 42 ] |
| Vinpearl Condotel Beachfront Nha Trang |                                                                           | Khách sạn         | Nha Trang             | 156,2 m (512 ft)   | 41      | 2018             | 156,2 m (512 ft) | —                   |               |
| Novotel Danang Premier Han River       |                                                                           | Khách sạn         | Đà Nẵng               | 156 m (512 ft)     | 37      | 2012             | 156 m (512 ft)   | 150 m (492 ft)      | [ 43 ]        |
| SOL Forest SO1                         |                                                                           | Căn hộ            | Văn Giang             | 156 m (512 ft)     | 41      | 2023             | 156 m (512 ft)   | —                   | [ 44 ]        |
| SOL Forest SO2                         |                                                                           | Căn hộ            | Văn Giang             | 156 m (512 ft)     | 41      | 2023             | 156 m (512 ft)   | —                   | [ 44 ]        |
| Victory Tower                          | HCMC Q7 Midtown 33.jpg                                                    | Văn phòng         | Thành phố Hồ Chí Minh | 155 m (509 ft)     | 33      | 2011             | 155 m (509 ft)   | —                   |               |
| The Holiday Ha Long                    | Ha Long Bay Rock.jpg                                                      | Căn hộ            | Hạ Long               | 154,9 m (508 ft)   | 39      | 2025             | 154,9 m (508 ft) | —                   | Cất nóc       |
| Landmark Onsen L1                      |                                                                           | Căn hộ            | Văn Giang             | 153,5 m (504 ft)   | 40      | 2023             | 153,5 m (504 ft) | —                   | [ 46 ]        |
| Landmark Onsen L2                      |                                                                           | Căn hộ            | Văn Giang             | 153,5 m (504 ft)   | 40      | 2023             | 153,5 m (504 ft) | —                   | [ 46 ]        |
| Pearl Plaza                            |                                                                           | Văn phòng         | Thành phố Hồ Chí Minh | 152,5 m (500 ft)   | 32      | 2015             | 152,5 m (500 ft) | —                   | [ 47 ]        |
| Park 2                                 |                                                                           | Căn hộ            | Thành phố Hồ Chí Minh | 152,4 m (500 ft)   | 40      | 2017             | 152,4 m (500 ft) | —                   | [ 48 ]        |
| Thăng Long Number One A                | Đại lộ Thăng Long - NKS.jpg                                               | Căn hộ            | Hà Nội                | 152 m (499 ft)     | 40      | 2014             | 152 m (499 ft)   | —                   | [ 49 ]        |
| Thăng Long Number One B                | Đại lộ Thăng Long - NKS.jpg                                               | Căn hộ            | Hà Nội                | 152 m (499 ft)     | 40      | 2014             | 152 m (499 ft)   | —                   | [ 49 ]        |
| The Aspen                              |                                                                           | Căn hộ            | Thành phố Hồ Chí Minh | 151,1 m (496 ft)   | 42      | 2018             | 151,1 m (496 ft) | 140 m (459 ft)      |               |
| Park 3                                 |                                                                           | Căn hộ            | Thành phố Hồ Chí Minh | 151 m (495 ft)     | 42      | 2017             | 151 m (495 ft)   | —                   |               |
| S2 Skylake                             |                                                                           | Căn hộ            | Hà Nội                | 151 m (495 ft)     | 42      | 2019             | 151 m (495 ft)   | —                   |               |
| S3 Skylake                             | Căn hộ                                                                    | Hà Nội            | 151 m (495 ft)        | 42                 | 2019    | 151 m (495 ft)   | —                |                     |               |
| Golden Millennium Tower                |                                                                           | Căn hộ            | Hà Nội                | 150,8 m (495 ft)   | 39      | 2014             | 150,8 m (495 ft) | —                   | Trì hoãn      |
| The View Riviera Point T8              | Quarter 7 HCMC 12.jpg                                                     | Căn hộ            | Thành phố Hồ Chí Minh | 150,7 m (494 ft)   | 42      | 2019             | 150,7 m (494 ft) | 138 m (453 ft)      | [ 50 ]        |
| The View Riviera Point T6              | Quarter 7 HCMC 12.jpg                                                     | Căn hộ            | Thành phố Hồ Chí Minh | 150,7 m (494 ft)   | 41      | 2019             | 150,7 m (494 ft) | 134,1 m (440 ft)    | [ 50 ]        |
| The View Riviera Point T7              | Quarter 7 HCMC 12.jpg                                                     | Căn hộ            | Thành phố Hồ Chí Minh | 150,7 m (494 ft)   | 41      | 2019             | 150,7 m (494 ft) | 134,1 m (440 ft)    | [ 50 ]        |
| Havana Nha Trang                       |                                                                           | Khách sạn         | Nha Trang             | 150 m (492 ft)     | 41      | 2013             | 150 m (492 ft)   | —                   | [ 51 ]        |
| Sunshine Center A                      |                                                                           | Căn hộ            | Hà Nội                | 150 m (492 ft)     | 41      | 2019             | 150 m (492 ft)   | —                   |               |
| Sunshine Center B                      |                                                                           | Căn hộ            | Hà Nội                | 150 m (492 ft)     | 41      | 2019             | 150 m (492 ft)   | —                   |               |
| M Landmark Residences                  | M Landmark Đà Nẵng.png                                                    | Khách sạn         | Đà Nẵng               | 150 m (492 ft)     | 45      | 2021             | 150 m (492 ft)   | —                   | [ 52 ]        |
| Sky Oasis S3                           |                                                                           | Căn hộ            | Văn Giang             | 150 m (492 ft)     | 41      | 2022             | 150 m (492 ft)   | 142,5 m (468 ft)    |               |
| Sky Oasis S-Premium                    |                                                                           | Căn hộ            | Văn Giang             | 150 m (492 ft)     | 41      | 2022             | 150 m (492 ft)   | 142,5 m (468 ft)    |               |
| Pearl Tower                            |                                                                           | Khách sạn         | Hà Nội                | 150 m (492 ft)     | 40      | 2024             | 150 m (492 ft)   | 144 m (472 ft)      | [ 53 ]        |

### Cao nhất theo khu vực
| Khu vực                 | Tòa nhà                       | Hình ảnh                                              | Vị trí                | Chiều cao | Số tầng | Hoàn thành |
| ----------------------- | ----------------------------- | ----------------------------------------------------- | --------------------- | --------- | ------- | ---------- |
| Đông Nam Bộ             | Landmark 81                   |                                                       | Thành phố Hồ Chí Minh | 461,2     | 81      | 2018       |
| Đồng bằng sông Hồng     | Keangnam Hanoi Landmark Tower | Nam Từ Liêm - NKS.jpg                                 | Hà Nội                | 328,6     | 72      | 2011       |
| Duyên hải Nam Trung Bộ  | Times Square Đà Nẵng          | My Khe Beach Danang Highrises.jpg                     | Đà Nẵng               | 190       | 50      | 2021       |
| Bắc Trung Bộ            | Meliá Vinpearl Hue            |                                                       | Huế                   | 160       | 39      | 2018       |
| Đông Bắc Bộ             | À la Carte Hạ Long Bay        | Ha long bay cruise ハロン湾クルーズ - 53164482858.jpg | Hạ Long               | 158       | 41      | 2022       |
| Đồng bằng sông Cửu Long | Sheraton Can Tho              | Vincom Xuân Khánh.jpg                                 | Cần Thơ               | 123       | 30      | 2016       |
| Tây Bắc Bộ              | Wyndham Lynn Times            | Apec Mandala Wyndham Thanh Thuỷ.jpg                   | Huyện Thanh Thủy      | 125,8     | 35      | 2021       |
| Tây Nguyên              | Đức Long Tower                | Một góc TP. Pleiku.jpg                                | Pleiku                | 68        | 20      | 2011       |

### Cao nhất theo tỉnh thành

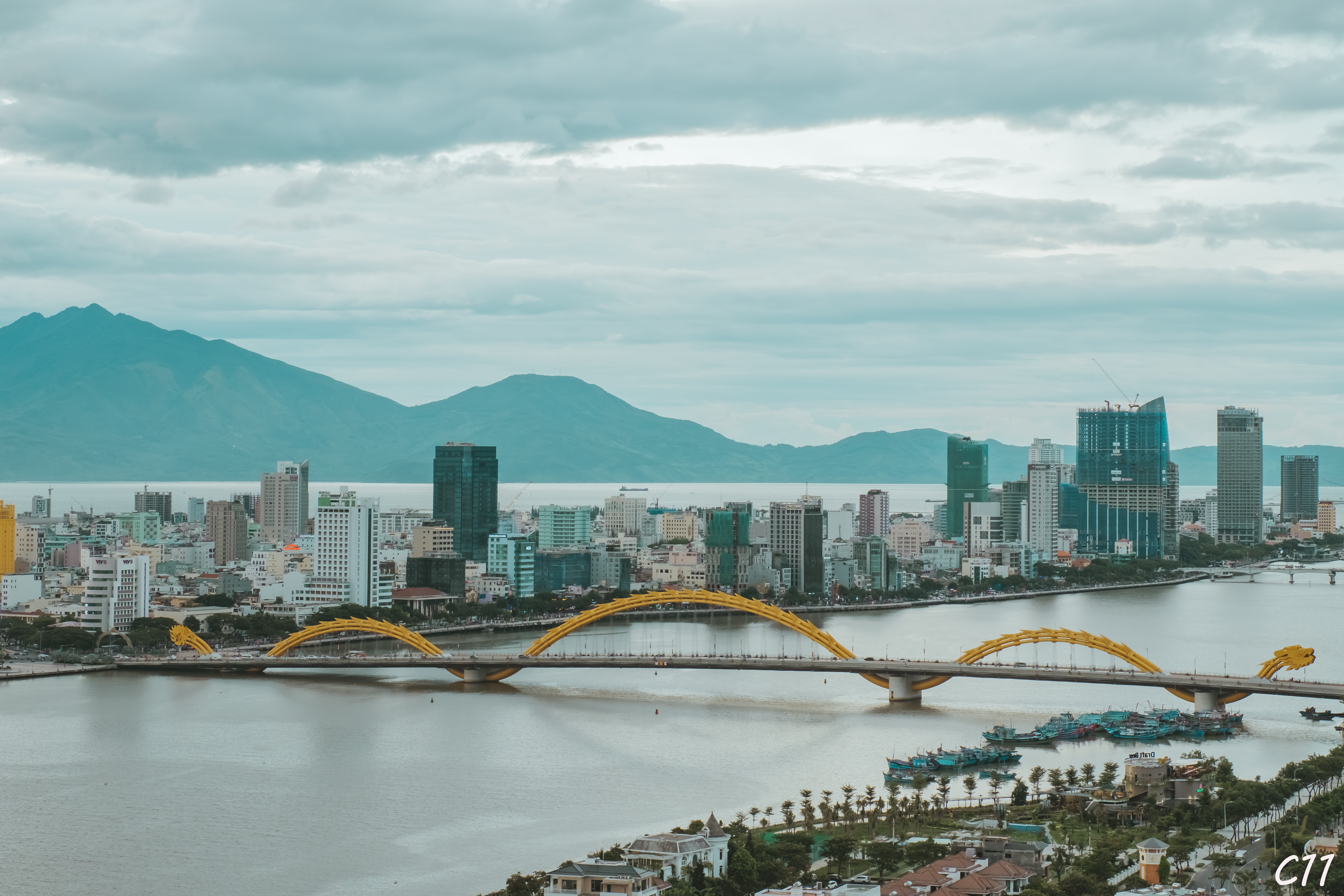
Danh sách tòa nhà cao nhất Đà Nẵng
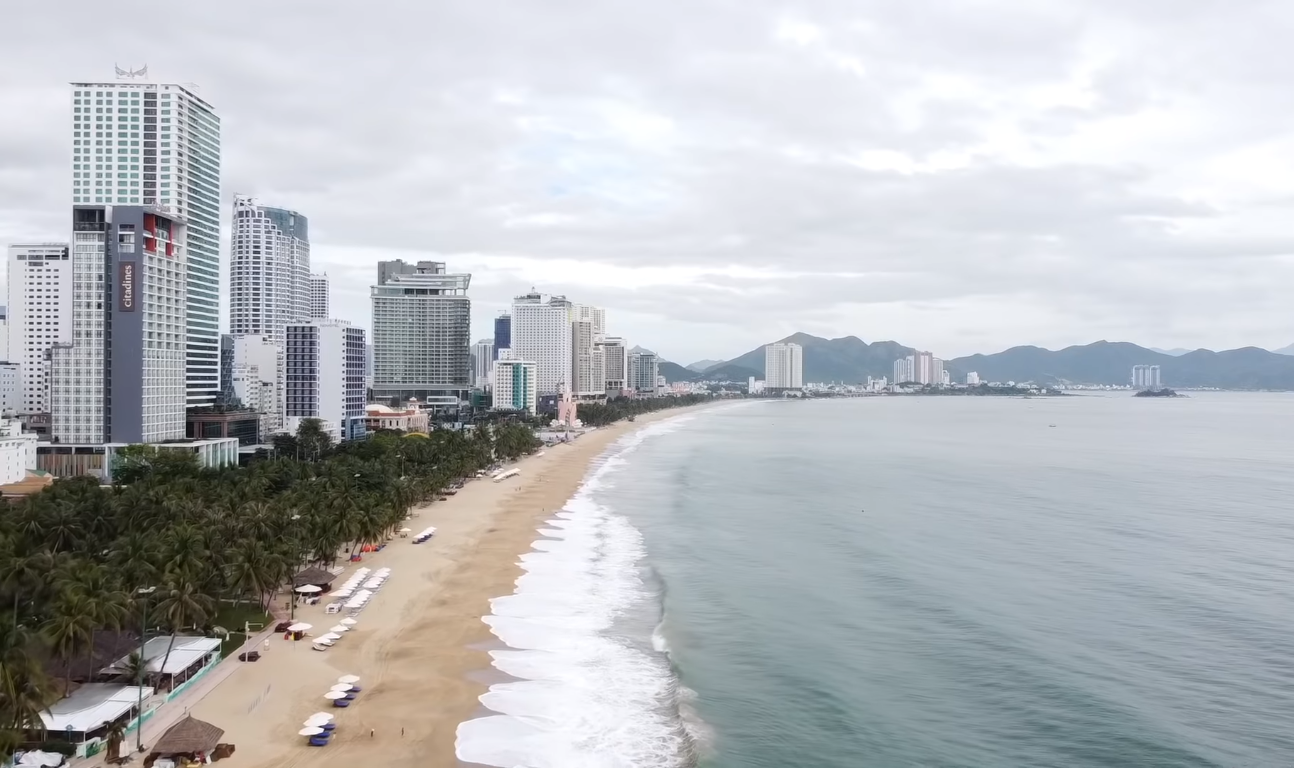
Danh sách tòa nhà cao nhất Khánh Hòa
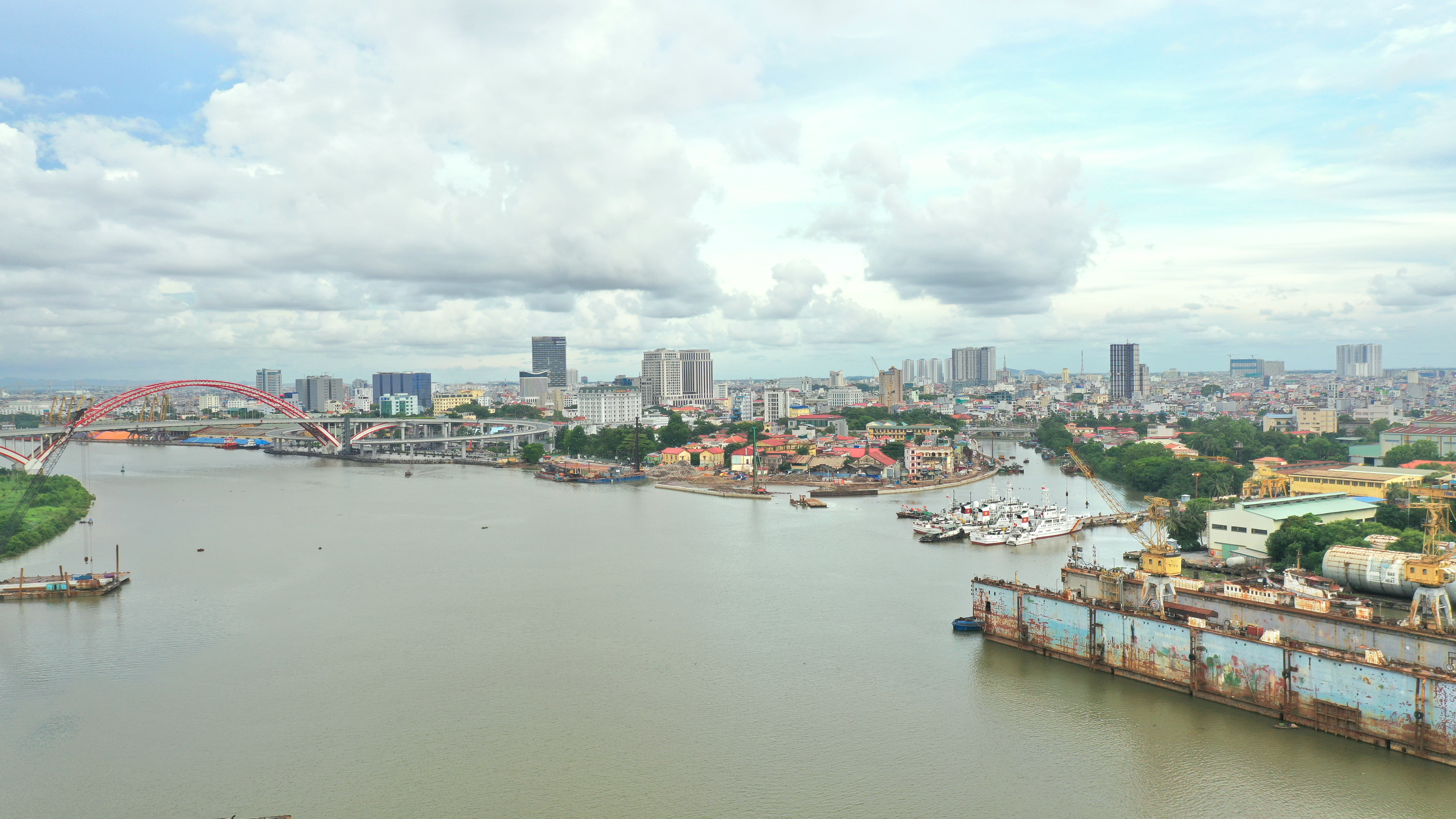
Danh sách tòa nhà cao nhất Hải Phòng
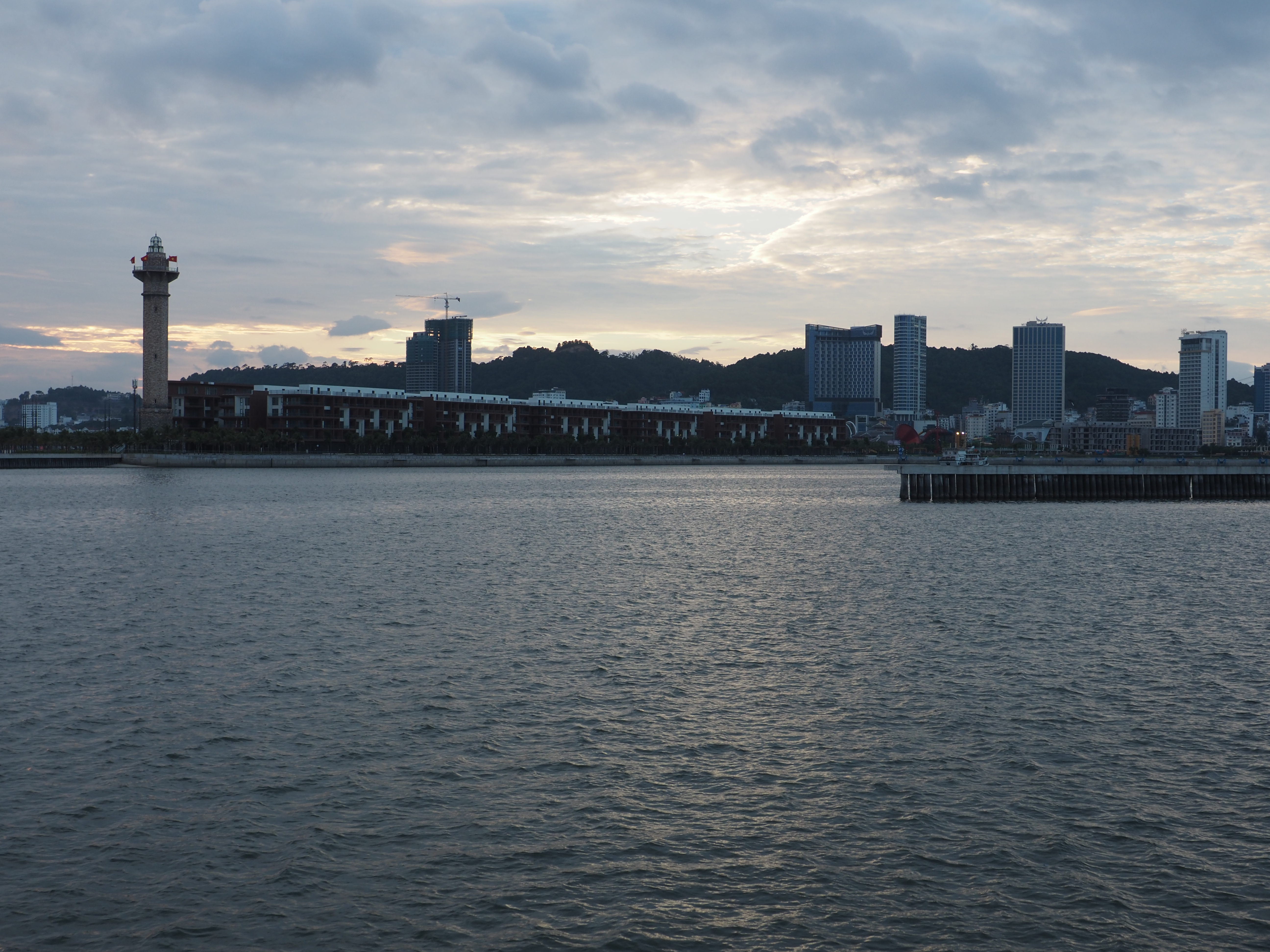
Danh sách tòa nhà cao nhất Quảng Ninh
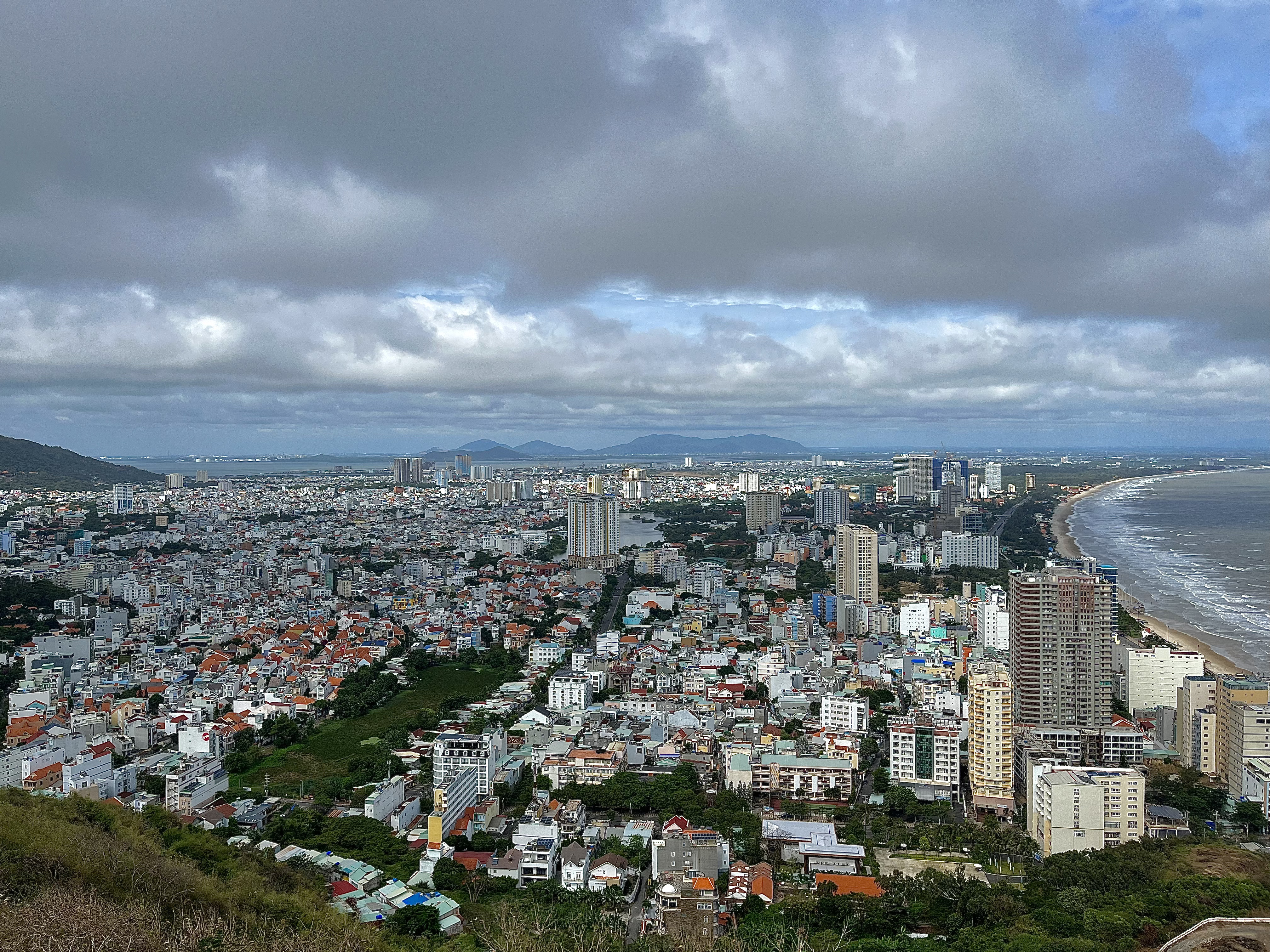
Danh sách tòa nhà cao nhất Vũng Tàu
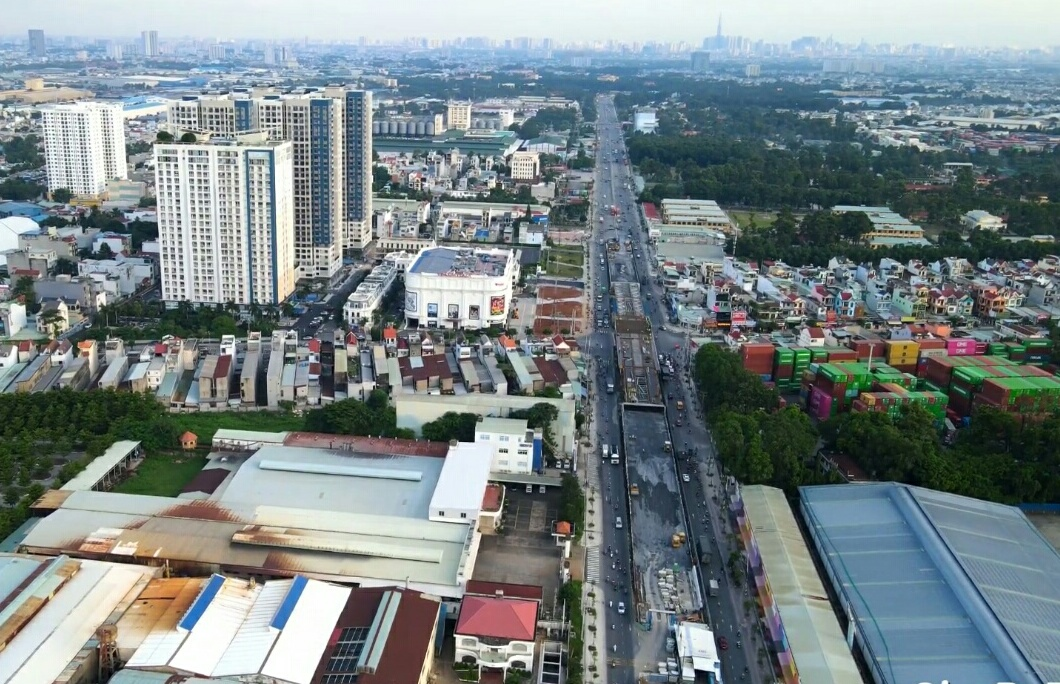
Danh sách tòa nhà cao nhất Bình Dương

## Đang xây dựng
Đây là danh sách tòa nhà cao nhất Việt Nam đang được xây dựng với chiều cao từ 150m trở lên.
| Hạng | Tòa nhà                            | Tỉnh thành            | Vị trí      | Chiều cao | Số tầng | Dự kiến hoàn thành |
| ---- | ---------------------------------- | --------------------- | ----------- | --------- | ------- | ------------------ |
| 1    | Phương Trạch Tower                 | Hà Nội                | Đông Anh    | 640       | 108     | 2030               |
| 2    | Marina Central Tower               | Thành phố Hồ Chí Minh | Quận 1      | 240       | 55      | 2024               |
| 3    | Nimbus Wyndham Soleil              | Đà Nẵng               | Sơn Trà     | 195,2     | 57      | 2023               |
| 4    | Wyndham Soleil A2                  | Đà Nẵng               | Sơn Trà     | 195,2     | 57      | 2024               |
| 5    | Grand Sunlake Lake View A          | Hà Nội                | Hà Đông     | 182       | 50      | 2024               |
| 6    | Grand Sunlake Lake View B          | Hà Nội                | Hà Đông     | 182       | 50      | 2024               |
| 7    | Cove Tower                         | Thành phố Hồ Chí Minh | Quận 1      | 180       | 47      | 2024               |
| 8    | Spring Tower                       | Thành phố Hồ Chí Minh | Quận 1      | 180       | 47      | 2025               |
| 9    | Strait Tower                       | Thành phố Hồ Chí Minh | Quận 1      | 180       | 47      | 2025               |
| 10   | Wyndham Soleil B                   | Đà Nẵng               | Sơn Trà     | 180       | 50      | 2024               |
| 11   | B3CC1 Complex (tháp khách sạn)     | Hà Nội                | Bắc Từ Liêm | 176       | 35      | 2024               |
| 12   | Lagoon Tower                       | Thành phố Hồ Chí Minh | Quận 1      | 172       | 45      | 2024               |
| 13   | Quy Nhơn Seaview                   | Bình Định             | Quy Nhơn    | 170       | 45      | 2024               |
| 14   | B3CC1 Complex (tháp văn phòng)     | Hà Nội                | Bắc Từ Liêm | 167       | 35      | 2024               |
| 15   | The Sailing                        | Bình Định             | Quy Nhơn    | 165,1     | 41      | 2023               |
| 16   | Grand Sunlake City View            | Hà Nội                | Hà Đông     | 164       | 45      | 2024               |
| 17   | Lancaster Legacy A                 | Thành phố Hồ Chí Minh | Quận 1      | 160       | 38      | 2024               |
| 18   | Lancaster Legacy B                 | Thành phố Hồ Chí Minh | Quận 1      | 160       | 38      | 2024               |
| 19   | Lancaster Legacy C                 | Thành phố Hồ Chí Minh | Quận 1      | 160       | 38      | 2024               |
| 20   | Sky Forest                         | Hưng Yên              | Văn Giang   | 156,9     | 41      | 2024               |
| 21   | Golden Crown                       | Hải Phòng             | Hải An      | 156,3     | 40      | 2027               |
| 22   | Kepler Land Twin Tower             | Hà Nội                | Hà Đông     | 155,5     | 41      | 2026               |
| 23   | Tháp văn phòng Vinhomes Grand Park | Thành phố Hồ Chí Minh | Thủ Đức     | 153       | 45      | 2025               |
| 24   | Astral City: The Virgo             | Bình Dương            | Thuận An    | 151,9     | 40      | 2024               |
| 25   | Grand Center                       | Bình Định             | Quy Nhơn    | 150       | 43      | 2023               |
| 26   | Ngô Mây Courtyard by Centara       | Bình Định             | Quy Nhơn    | 150       | 39      | 2024               |

## Kế hoạch, phê duyệt, đề xuất
Đây là danh sách tòa nhà cao nhất (đề xuất, kế hoạch hoặc phê duyệt) với chiều cao từ 200m trở lên.
| Hạng | Tòa nhà                               | Tỉnh thành            | Vị trí                | Chiều cao | Số tầng | Năm  | Trạng thái             |
| ---- | ------------------------------------- | --------------------- | --------------------- | --------- | ------- | ---- | ---------------------- |
| 1    | Landmark 108                          | Thành phố Hồ Chí Minh | Cần Giờ               | 614,9     | 108     | 2025 | Động thổ vào 19/4/2025 |
| 2    | Domino Ha Long Bay                    | Quảng Ninh            | Hạ Long               | 540       | 99      | -    | Đề xuất                |
| 3    | Tháp chữ V Heritage Road A            | Quảng Ninh            | Vân Đồn               | -         | 88      | -    | Phê duyệt              |
| 4    | Landmark 99                           | Thành phố Hồ Chí Minh | Bình Chánh            | -         | 99      | -    | Đề xuất                |
| 5    | Tháp chữ V Heritage Road B            | Quảng Ninh            | Vân Đồn               | -         | 74      | -    | Phê duyệt              |
| 6    | Empire 88 Tower                       | Thành phố Hồ Chí Minh | Thủ Đức               | 398       | 88      | 2024 | Đề xuất                |
| 7    | Sunshine Tower A                      | Thành phố Hồ Chí Minh | Quận 1                | 370       | 72      | 2025 | Đề xuất                |
| 8    | Sunshine Tower B                      | Thành phố Hồ Chí Minh | Quận 1                | 370       | 72      | 2025 | Đề xuất                |
| 9    | CBD Ecopark: Tháp 72 tầng Samsung     | Hưng Yên              | Văn Giang             | -         | 72      | -    | Đề xuất                |
| 10   | Tòa nhà 70 tầng FLC                   | Bà Rịa – Vũng Tàu     | Vũng Tàu              | -         | 70      | -    | Đề xuất                |
| 11   | Sunshine Empire S2                    | Hà Nội                | Bắc Từ Liêm           | 276,3     | 47      | 2024 | Kế hoạch               |
| 12   | Eco Green Tall Tower                  | Thành phố Hồ Chí Minh | Quận 7                | 275       | 69      | -    | Phê duyệt              |
| 13   | Greenhill International Center A      | Bình Định             | Quy Nhơn              | 270       | 60      | 2025 | Phê duyệt              |
| 14   | Trung tâm hội chợ triễn lãm quốc gia  | Hà Nội                | Đông Anh              | 270       | 52      | -    | Động thổ               |
| 15   | Lazurya Phan Rang Bay                 | Ninh Thuận            | Phan Rang – Tháp Chàm | 260       | 55      | -    | Động thổ               |
| 16   | Saigon Centre 3                       | Thành phố Hồ Chí Minh | Quận 1                | 250       | 60      | -    | Phê duyệt              |
| 17   | CBD Ecopark: Tháp 54 tầng Vietcombank | Hưng Yên              | Văn Giang             | -         | 54      | -    | Đề xuất                |
| 18   | Taseco Landmark 55 Hotel Tower        | Hà Nội                | Bắc Từ Liêm           | 230       | 55      | 2024 | Phê duyệt              |
| 19   | Greenhill International Center B      | Bình Định             | Quy Nhơn              | 230       | 53      | 2025 | Phê duyệt              |
| 20   | Eco Smart City Tower                  | Thành phố Hồ Chí Minh | Thủ Đức               | 240       | 64      | 2025 | Động thổ               |
| 21   | Sunshine Empire S1                    | Hà Nội                | Bắc Từ Liêm           | 220,7     | 47      | 2024 | Kế hoạch               |
| 22   | Tháp truyền hình Mê Linh              | Thành phố Hồ Chí Minh | Quận 5                | 448,5     | 95      | 2030 | Kế hoạch               |

## Đang bị trì hoãn
| Hạng | Tòa nhà                                 | Vị trí                | Chiều cao | Số tầng | Khởi công       | Trì hoãn        | Tiến độ              |
| ---- | --------------------------------------- | --------------------- | --------- | ------- | --------------- | --------------- | -------------------- |
| 1    | VietinBank Business Center Office Tower | Hà Nội                | 363,2     | 68      | 2010            | 2014            | Thi công đến tầng 17 |
| 2    | VietinBank Business Center Hotel Tower  | Hà Nội                | 252       | 48      | 2010            | 2014            | Thi công đến tầng 7  |
| 3    | One Central Saigon A                    | Thành phố Hồ Chí Minh | 240       | 55      | 2012 / 2019     | 2022            | Thi công đến tầng 14 |
| 4    | Saigon Melinh Tower 1                   | Thành phố Hồ Chí Minh | 240       | 48      | Chưa triển khai | Chưa triển khai | Đất trống            |
| 5    | Alpha Hill A                            | Thành phố Hồ Chí Minh | 221,8     | 49      | 2018            | 2019            | Đang thi công móng   |
| 6    | Alpha Hill B                            | Thành phố Hồ Chí Minh | 221,8     | 49      | 2018            | 2019            | Đang thi công móng   |
| 7    | One Central Saigon B                    | Thành phố Hồ Chí Minh | 218       | 48      | 2012 / 2019     | 2022            | Thi công đến tầng 14 |
| 8    | Dragon Riverside Tower                  | Thành phố Hồ Chí Minh | 202       | 53      | Chưa triển khai | Chưa triển khai | Đất trống            |
| 9    | Saigon Jewelry Center Tower             | Thành phố Hồ Chí Minh | 200       | 52      | Chưa triển khai | Chưa triển khai | Đất trống            |
| 10   | Times Square Đà Nẵng CT1                | Đà Nẵng               | 190       | 52      | 2018            | 2021            | Hoàn thành phần thô  |
| 11   | Times Square Đà Nẵng CT2                | Đà Nẵng               | 190       | 52      | 2018            | 2021            | Hoàn thành phần thô  |
| 12   | Habico Tower                            | Hà Nội                | 180       | 36      | 2008            | 2011            | Thi công đến tầng 9  |
| 13   | Saigon Melinh Tower 2                   | Thành phố Hồ Chí Minh | 180       | 36      | Chưa triển khai | Chưa triển khai | Đất trống            |
| 14   | Tokyo Tower                             | Hà Nội                | 180       | 51      | 2015            | 2018            | Hoàn thành phần thô  |
| 15   | Satra Tax Plaza                         | Thành phố Hồ Chí Minh | 165       | 40      | Chưa triển khai | Chưa triển khai | Đất trống            |
| 16   | Alpha Tower                             | Thành phố Hồ Chí Minh | 160       | 35      | Chưa triển khai | Chưa triển khai | Đất trống            |
| 17   | Viet Capital Center                     | Thành phố Hồ Chí Minh | 160       | 40      | 2017            | 2018            | Thi công đến tầng 5  |
| 18   | Seven Star T1                           | Hà Nội                | 153       | 45      | Chưa triển khai | Chưa triển khai | Đất trống            |
| 19   | BIDV Tower                              | Thành phố Hồ Chí Minh | 152       | 40      | Chưa triển khai | Chưa triển khai | Đất trống            |
| 20   | IFI Tower                               | Hà Nội                | 150       | 34      | Chưa triển khai | Chưa triển khai | Đất trống            |
| 21   | Văn Phú Victoria 4                      | Hà Nội                | 145       | 40      | 2010            | 2013            | Thi công đến tầng 9  |
| 22   | Văn Phú Victoria 5                      | Hà Nội                | 145       | 40      | 2010            | 2013            | Thi công đến tầng 7  |
| 23   | Lancaster Lincoln A                     | Thành phố Hồ Chí Minh | 144       | 40      | 2017            | 2018            | Xong phần ngầm       |
| 24   | Lancaster Lincoln B                     | Thành phố Hồ Chí Minh | 144       | 40      | 2017            | 2018            | Xong phần ngầm       |
| 25   | Dragon Riverside Residence A            | Thành phố Hồ Chí Minh | 136       | 40      | 2017            | 2019            | Thi công đến tầng 1  |
| 26   | Dragon Riverside Residence B            | Thành phố Hồ Chí Minh | 136       | 40      | 2017            | 2019            | Thi công đến tầng 1  |
| 27   | Landmark Hai Phong Viva Land A          | Hải Phòng             | 136       | 40      | Chưa triển khai | Chưa triển khai | Đất trống            |
| 28   | Seven Star T2                           | Hà Nội                | 136       | 40      | Chưa triển khai | Chưa triển khai | Đất trống            |
| 29   | Seven Star T3                           | Hà Nội                | 136       | 40      | Chưa triển khai | Chưa triển khai | Đất trống            |
| 30   | Seven Star T4                           | Hà Nội                | 136       | 40      | Chưa triển khai | Chưa triển khai | Đất trống            |
| 31   | Seven Star T5                           | Hà Nội                | 136       | 40      | Chưa triển khai | Chưa triển khai | Đất trống            |
| 32   | Vicem Tower                             | Hà Nội                | 135       | 31      | 2011            | 2014            | Hoàn thành phần thô  |
| 33   | Golden Millennium Tower                 | Hà Nội                | 133       | 39      | 2009            | 2017            | Hoàn thành phần thô  |
| 34   | Golden Square Residence                 | Đà Nẵng               | 133       | 39      | 2008            | 2019            | Thi công đến tầng 6  |
| 35   | Charmington Iris - Aqua Luxury          | Thành phố Hồ Chí Minh | 119       | 35      | Chưa triển khai | Chưa triển khai | Đất trống            |
| 36   | Charmington Iris - Iris Luxury          | Thành phố Hồ Chí Minh | 119       | 35      | Chưa triển khai | Chưa triển khai | Đất trống            |
| 37   | Landmark Hai Phong Viva Land B          | Hải Phòng             | 119       | 35      | Chưa triển khai | Chưa triển khai | Đất trống            |
| 38   | Sky View Plaza                          | Hà Nội                | 119       | 35      | 2017            | 2018            | Thi công đến tầng 14 |
| 39   | The Park Avenue A                       | Thành phố Hồ Chí Minh | 119       | 32      | 2015            | 2016            | Thi công đến tầng 2  |
| 40   | The Park Avenue B                       | Thành phố Hồ Chí Minh | 119       | 32      | 2015            | 2016            | Thi công đến tầng 2  |
| 41   | Usilk City CT3-107                      | Hà Nội                | 119       | 35      | 2008            | 2012            | Thi công đến tầng 5  |
| 42   | Usilk City CT4-108                      | Hà Nội                | 119       | 35      | 2008            | 2016            | Thi công đến tầng 5  |
| 43   | Vietsovpetro Plaza A                    | Vũng Tàu              | 112       | 33      | 2012            | 2015            | Thi công đến tầng 33 |
| 44   | Vietsovpetro Plaza B                    | Vũng Tàu              | 112       | 33      | 2012            | 2015            | Thi công đến tầng 33 |
| 45   | Vietsovpetro Plaza C                    | Vũng Tàu              | 112       | 33      | 2012            | 2015            | Thi công đến tầng 33 |
| 46   | Majestic Hotel mở rộng                  | Thành phố Hồ Chí Minh | 110\      | 27      | 2019            | 2020            | Xong phần ngầm       |
| 47   | Usilk City CT3-106                      | Hà Nội                | 102       | 30      | 2008            | 2012            | Thi công đến tầng 5  |
| 48   | Usilk City CT4-109                      | Hà Nội                | 102       | 30      | 2008            | 2016            | Thi công đến tầng 12 |
| 49   | Apex Tower                              | Hà Nội                | 100       | 27      | 2008            | 2011            | Hoàn thành phần thô  |
| 50   | Dragon Riverside Pháp Vân               | Hà Nội                | 100       | 29      | 2009            | 2012            | Thi công đến tầng 25 |

## Mốc thời gian của các tòa nhà cao nhất Việt Nam
| Số năm cao nhất                  | Tòa nhà                          | Hình ảnh              | Chiều cao          | Số tầng m (ft) | Tỉnh / Thành          |
| -------------------------------- | -------------------------------- | --------------------- | ------------------ | -------------- | --------------------- |
| 784 – Thế kỷ 12 (317 - 416 năm)  | Tháp Po Nagar                    |                       | 23 m (75 ft)       | 3              | Khánh Hòa             |
| Thế kỷ 12 – 1876 (676 - 775 năm) | Tháp Dương Long                  |                       | 39 m (128 ft)      | --             | Bình Định             |
| 1876 – 1895 (19 năm)             | Nhà thờ Tân Định                 |                       | 55,3 m (181 ft)    | --             | Thành phố Hồ Chí Minh |
| 1895 – 1982 (87 năm)             | Nhà thờ chính tòa Đức Bà Sài Gòn |                       | 60 m (197 ft)      | --             | Thành phố Hồ Chí Minh |
| 1982 – 1993 (11 năm)             | Metra Tower                      |                       | 62 m (203 ft)      | 10             | Cần Thơ               |
| 1993 – 1995 (2 năm)              | VTP Building                     |                       | 65 m (213 ft)      | 15             | Thành phố Hồ Chí Minh |
| 1995 – 1996 (1 năm)              | Sunwah Tower                     |                       | 95 m (312 ft)      | 21             | Thành phố Hồ Chí Minh |
| 1996 – 1997 (1 năm)              | Saigon Centre 1                  |                       | 106 m (348 ft)     | 25             | Thành phố Hồ Chí Minh |
| 1997 – 2010 (13 năm)             | Saigon Trade Center              |                       | 145 m (476 ft)     | 33             | Thành phố Hồ Chí Minh |
| 2010 – 2011 (1 năm)              | Bitexco Financial Tower          |                       | 262 m (860 ft)     | 68             | Thành phố Hồ Chí Minh |
| 2011 – 2018 (7 năm)              | Keangnam Hanoi Landmark Tower    | Nam Từ Liêm - NKS.jpg | 336 m (1.102 ft)   | 72             | Hà Nội                |
| 2018 – Hiện tại (7 năm)          | Landmark 81                      |                       | 461,2 m (1.513 ft) | 81             | Thành phố Hồ Chí Minh |